# Kounická hrobka (Zahrádky)
Kounická hrobka nebo také Kaunická, případně Kaunitzká hrobka  je pohřebiště české větve starého šlechtického rodu Kaunitzů (Kouniců, Kauniců) v kryptě kostela sv. Barbory, který se nachází na hřbitově přibližně jeden kilometr jihovýchodně od zámku Zahrádky v okrese Česká Lípa. Hrobka byla postavena v roce 1803, kdy byl majitelem tamního panství Michael Josef Karel z Kaunitz (1745–1820). Naposledy se v ní pohřbívalo v roce 1943. Po druhé světové válce byl potomkům z rodu Liechtensteinů majetek zkonfiskován. Vlastníkem kostela s hrobkou je Římskokatolická farnost Holany. Hrobka je veřejnosti nepřístupná.

## Historie a vybavení

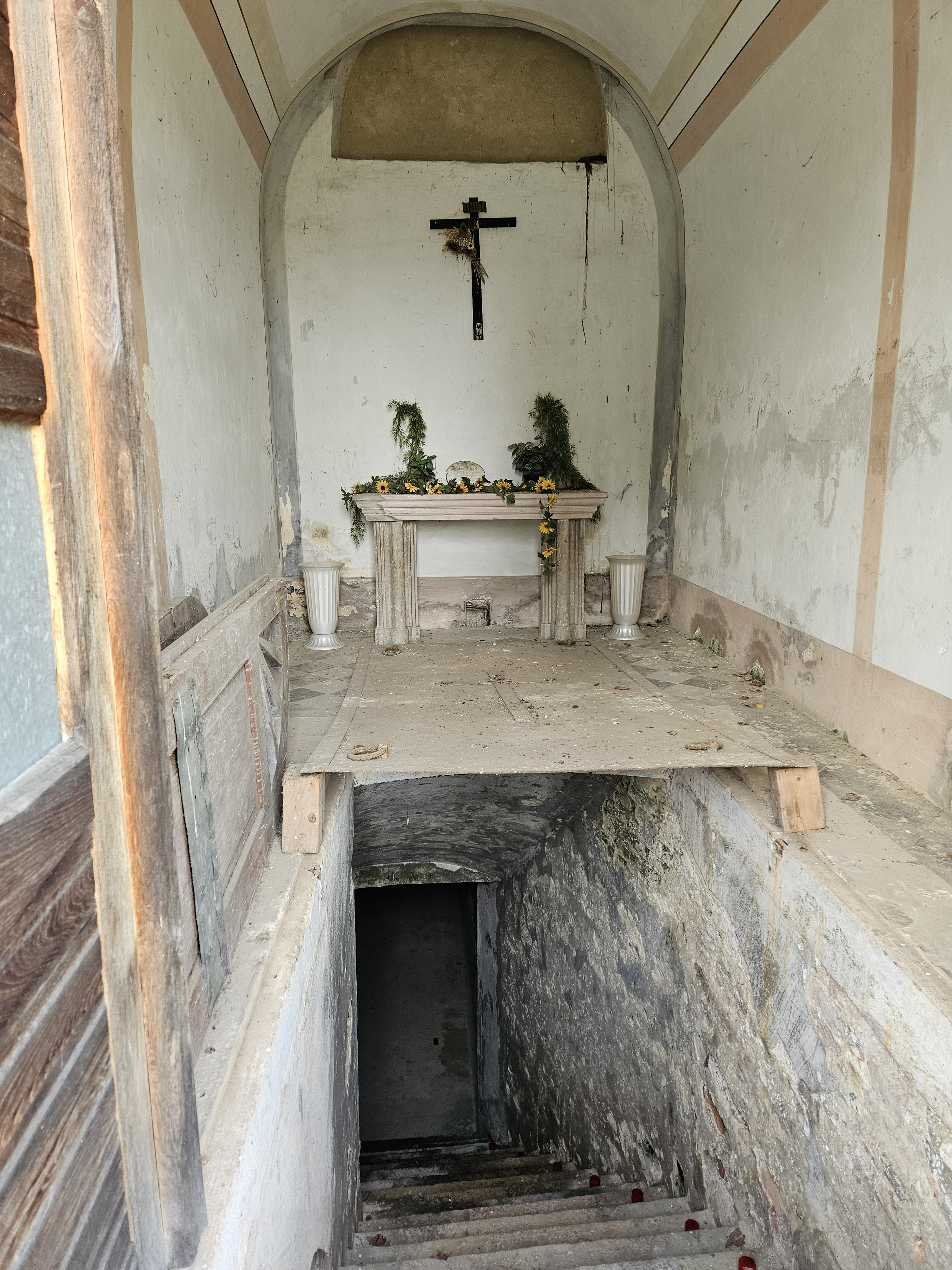
Vstupní prostora

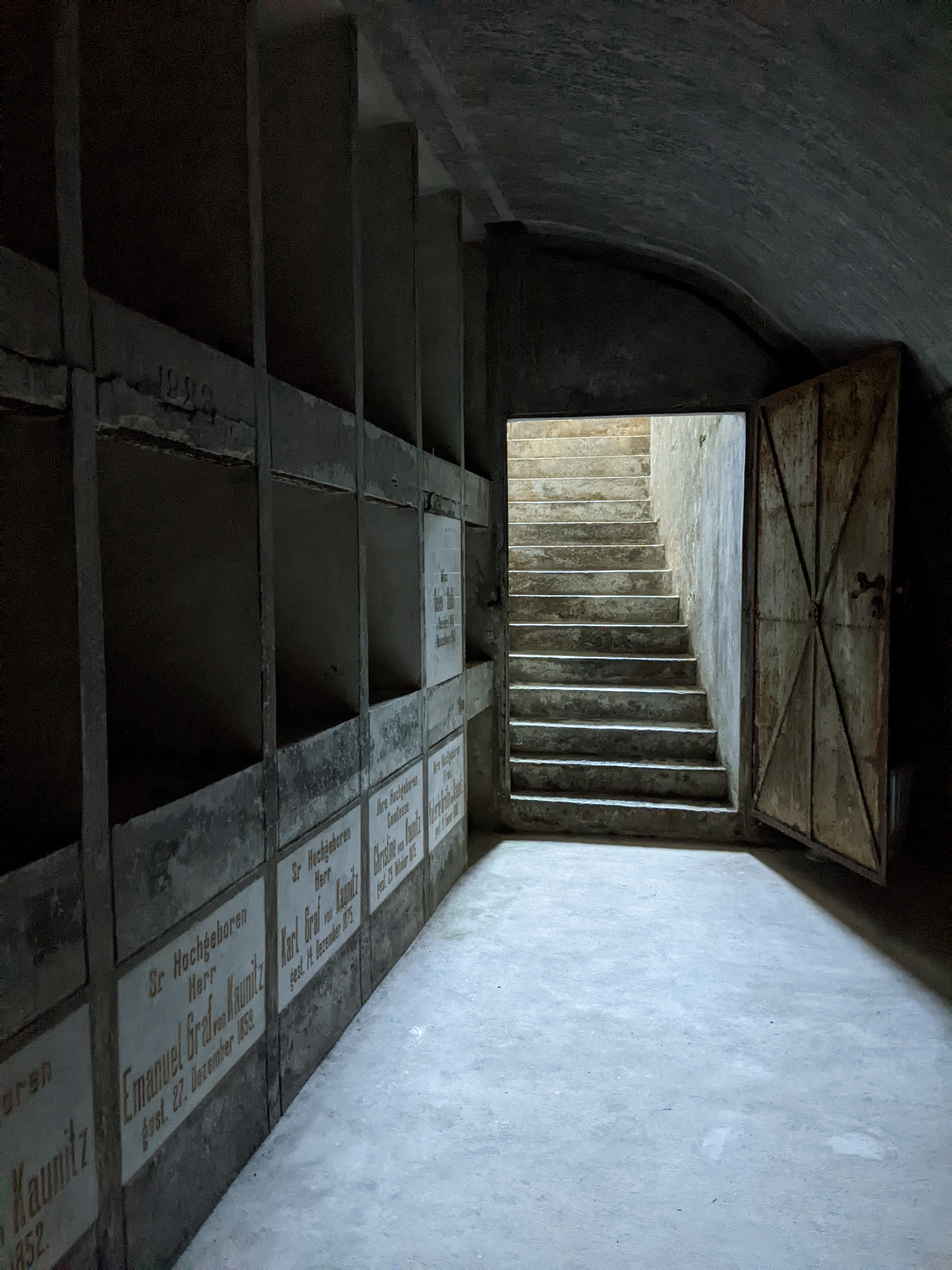
Krypta s kójemi.

Kaunitzové získali novozámecké panství (dnešní Zahrádky) prostřednictvím sňatku Marie Alžběty z Waldsteinu (1625–1662), dcery vojevůdce Albrechta z Waldsteinu (Valdštejna) (1583–1634), s Rudolfem z Kaunitz (1617–1664), pozdějším nejvyšším lovčím Českého království. Svatba se konala v roce 1645.
Kostel sv. Barbory je původně renesanční stavba zbudovaná kolem roku 1550 na půdorysu latinského kříže. Později byla zbarokizována.
V roce 1803 si Kaunitzové nechali vystavět podzemní hrobku. V roce 1888 proběhla betonová úprava. Vstup do hrobky je na východní straně kostela. Za dveřmi a mříží je sklenutá prostora schodiště s oltářem v západní části. Samotná pohřební komora má tunelový tvar. Jednu polovinu tvoří 27 regálů na rakve ve třech řadách. Využité regály uzavírají náhrobní desky se šlechtickým titulem, jménem, datem úmrtí pohřbeného v němčině. V druhé – přístupové polovině krypty naproti regálům visí na stěnách pohřební stuhy.
Před hrobkou na hřbitově jsou tři náhrobky s kříži, kde byli pohřbeni příslušníci příbuzného rodu Hohenlohe.

## Seznam pohřbených
V hrobce bylo pohřbeno patnáct osob, z nichž čtrnáct bylo urozených. Jako poslední byla v hrobce pohřbena v roce 1943 dlouholetá služebná a vychovatelka dětí Helen Dallaová. Ta v následující tabulce není uvedena. Moravští Kaunitzové i někteří jejich příbuzní z české linie byli pohřbeni v hrobce pod kaplí sv. Jana Křtitele ve Slavkově u Brna.

### Chronologicky podle data úmrtí
V tabulce jsou uvedeny základní informace o pohřbených. Fialově jsou vyznačeni příslušníci rodu Kaunitzů, modře Hohenlohe-Waldenburg-Schillingsfürst-Kaunitzů, kteří mají navíc zvláštní číslování. Žlutě jsou vyznačeny přivdané manželky, pokud zde byly pohřbeny. Červeně jsou zvýrazněni majitelé novozámeckého panství a statku, zeleně osoby pohřbené na hřbitově.
První písemná zmínka o předcích se váže k roku 1109. Zde jsou generace počítány až od Oldřicha V. (mladšího) z Kaunitz (1569–1617), který nechal postavit renesanční zámek ve Slavkově. Jeho syny se rodina rozdělila na dvě linie. Starší syn Bedřich (1597–1627) založil českou linii. V další generaci byl Rudolf (1617–1664) povýšen v roce 1664 do říšského hraběcího stavu. V roce 1700 byla česká linie povýšena i do českého hraběcího stavu. U manželek je generace v závorce a týká se generace manžela. U princů Hohenlohe je uvedena generace po matce a je v závorce. Děti jsou vypsány v poznámce u matky, avšak pokud byla matka pohřbena jinde, jsou děti uvedeny v poznámce u otce.
Seznam není kompletní.
| Po-řadí | Gene-race | Jméno pohřbeného | Datum a místo narození               | Otec                                                                                              | Datum a místo sňatku, choť | Pohřeb a uložení do hrobky                                 | Poznámky |
| Po-řadí | Gene-race | Jméno pohřbeného | Datum a místo úmrtí                  | Matka                                                                                             | Datum a místo sňatku, choť | Pohřeb a uložení do hrobky                                 | Poznámky |
| ------- | --------- | --- | ------------------------------------ | ------------------------------------------------------------------------------------------------- | --- | ---------------------------------------------------------- | --- |
| 1.      | 6.        | Jan Adolf II. z Kaunitz | 10. 8. 1750 Praha                    | Jan Adolf I. z Kaunitz 4. 12. 1698 Praha – 30. 6. 1771                                            | 21. 11. 1775 Praha: Marie Eleonora z Mansfeld-Vorderortu 23. 9. 1757 Praha – 26. 2. 1815 Praha                                                   | Pohřben 30. 6. 1824 v hraběcí kaunitzké rodinné hrobce.    | C. k. komoří (1771) a tajný rada, majitel statku Osov. Zemřel jako 73letý na sešlost věkem. Narodily se mu následující děti: - 1. Marie Alžběta Isabella, provd. Lažanská, poté z Auerspergu (1777–1838) - 2. Jindřich (*/† 1788) - 3. Adolf (1781–1790) - 4. Eleonora (1784–1797) - 5. Jan Vilém (1786–1788) - 6. Marie Terezie (1790–1837) - 7. Jindřich Michael (* 1793, † mlád) |
| 1.      | 6.        | Jan Adolf II. z Kaunitz | 27. 6. 1824 Praha                    | Marie Terezie z Ogilvy 8. 10. 1718 – 25. 4. 1774 Praha                                            | 21. 11. 1775 Praha: Marie Eleonora z Mansfeld-Vorderortu 23. 9. 1757 Praha – 26. 2. 1815 Praha                                                   | Pohřben 30. 6. 1824 v hraběcí kaunitzké rodinné hrobce.    | C. k. komoří (1771) a tajný rada, majitel statku Osov. Zemřel jako 73letý na sešlost věkem. Narodily se mu následující děti: - 1. Marie Alžběta Isabella, provd. Lažanská, poté z Auerspergu (1777–1838) - 2. Jindřich (*/† 1788) - 3. Adolf (1781–1790) - 4. Eleonora (1784–1797) - 5. Jan Vilém (1786–1788) - 6. Marie Terezie (1790–1837) - 7. Jindřich Michael (* 1793, † mlád) |
| 2.      | 7.        | Jan Nepomuk z Kaunitz | 3. 8. 1776 Praha                     | Michael Karel z Kaunitz 5. 5. 1745 Praha – 27. 3. 1820 Praha-Malá Strana                          | | Pohřben 23. 11. 1824 v hraběcí kaunitzké rodinné hrobce.   | C. k. komoří (1800), dvorní rada, prezident zemského soudu v Linci. Zemřel ve věku 48 let na plicní tuberkulózu. |
| 2.      | 7.        | Jan Nepomuk z Kaunitz | 15. 11. 1824 Linec                   | Marie Kristýna ze Salm-Reifferscheidt-Hainspachu 3. 5. 1751 Lipová – 22. 7. 1820 Praha            | | Pohřben 23. 11. 1824 v hraběcí kaunitzké rodinné hrobce.   | C. k. komoří (1800), dvorní rada, prezident zemského soudu v Linci. Zemřel ve věku 48 let na plicní tuberkulózu. |
| 3.      | 8.        | Ludvík Leopold z Kaunitz | 8. 4. 1804                           | Vincenc Karel z Kaunitz 3. 2. 1774 Praha – 27. 7. 1829 Florencie                                  | | Pohřben 13. 4. 1852 v hraběcí kaunitzké rodinné hrobce.    | Zemřel náhle ve věku 48 let na mrtvici. |
| 3.      | 8.        | Ludvík Leopold z Kaunitz | 9. 4. 1852 Praha                     | Paulina Julie z Buquoy-Longueval 21. 7. 1780 Brusel – 1857 Vídeň                                  | | Pohřben 13. 4. 1852 v hraběcí kaunitzké rodinné hrobce.    | Zemřel náhle ve věku 48 let na mrtvici. |
| 4.      | 8.        | Michael Karel z Kaunitz | 6. 3. 1803 Praha                     | Vincenc Karel z Kaunitz 3. 2. 1774 Praha – 27. 7. 1829 Florencie                                  | 20. 8. 1828 Praha: Eleonora Woracziczká z Pabienitz a Bissingenu 26. 1. 1809 Praha – 10. 1. 1898 Praha                                           | Pohřben 15. 4. 1852 v hraběcí kaunitzké rodinné hrobce.    | C. k. komoří (1833), majitel majorátu Nový Zámek (1829–1852) a statků Houska a Březno. Zemřel náhle ve věku 49 let na mrtvici. Narodily se mu následující děti: - 1. Albrecht Vincenc (1829–1897; pohřben v kaunitzké hrobce ve Slavkově u Brna) - 2. Kristýna Pavlína (1830–1875; č. 8) - 3. Rudolf Karel (1831–1889; č. 11) - 4. Jindřich (1832–1912) - 5. Ferdinand (1833–1885) - 6. Jiří Evžen (1835–1909) - 7. Alžběta (1836–1903; č. 12) - 8. Emanuel (1839–1859; č. 5) - 9. Eugen (1841–1919), ultimus familiae - 10. Václav (1848–1913; pohřben na hřbitově Malvazinky v Praze) Manželka byla dle svého přání pohřbena na Vyšehradském hřbitově. |
| 4.      | 8.        | Michael Karel z Kaunitz | 10. 4. 1852 Vídeň                    | Paulina Julie z Buquoy-Longueval 21. 7. 1780 Brusel – 1857 Vídeň                                  | 20. 8. 1828 Praha: Eleonora Woracziczká z Pabienitz a Bissingenu 26. 1. 1809 Praha – 10. 1. 1898 Praha                                           | Pohřben 15. 4. 1852 v hraběcí kaunitzké rodinné hrobce.    | C. k. komoří (1833), majitel majorátu Nový Zámek (1829–1852) a statků Houska a Březno. Zemřel náhle ve věku 49 let na mrtvici. Narodily se mu následující děti: - 1. Albrecht Vincenc (1829–1897; pohřben v kaunitzké hrobce ve Slavkově u Brna) - 2. Kristýna Pavlína (1830–1875; č. 8) - 3. Rudolf Karel (1831–1889; č. 11) - 4. Jindřich (1832–1912) - 5. Ferdinand (1833–1885) - 6. Jiří Evžen (1835–1909) - 7. Alžběta (1836–1903; č. 12) - 8. Emanuel (1839–1859; č. 5) - 9. Eugen (1841–1919), ultimus familiae - 10. Václav (1848–1913; pohřben na hřbitově Malvazinky v Praze) Manželka byla dle svého přání pohřbena na Vyšehradském hřbitově. |
| 5.      | 9.        | Emanuel z Kaunitz | 29. 6. 1839 Praha                    | Michael Karel z Kaunitz (č. 4)                                                                    | | Pohřben 3. 1. 1860 v hraběcí kaunitzké rodinné hrobce.     | Student práv na Vídeňské univerzitě. Zemřel ve věku 20 let na rozedmu plic (plicní otok). |
| 5.      | 9.        | Emanuel z Kaunitz | 27. 12. 1859 Vídeň                   | Eleonora Woracziczká z Pabienitz a Bissingenu 26. 1. 1809 Praha – 10. 1. 1898 Praha               | | Pohřben 3. 1. 1860 v hraběcí kaunitzké rodinné hrobce.     | Student práv na Vídeňské univerzitě. Zemřel ve věku 20 let na rozedmu plic (plicní otok). |
| 6.      | 10.       | Vilém Ludvík (Wilhelm Ludwig) z Kaunitz                                                                                                | 28. 5. 1859                          | Albrecht Vincenc z Kaunitz 28. 6. 1829 Praha – 24. 1. 1897 Praha                                  | | Pohřben 31. 7. 1860.                                       | Zemřel ve věku jednoho roku na ochrnutí plic. V Kaunitzké hrobce ve Slavkově u Brna ho připomíná mramorová soška ležícího dítěte, kterou podle zachované signatury vytvořil sochař Emanuel Max v roce 1861. |
| 6.      | 10.       | Vilém Ludvík (Wilhelm Ludwig) z Kaunitz                                                                                                | 28. 7. 1860 Zahrádky                 | Alžběta Felicitas z Thun-Hohensteinu (č. 13)                                                      | | Pohřben 31. 7. 1860.                                       | Zemřel ve věku jednoho roku na ochrnutí plic. V Kaunitzké hrobce ve Slavkově u Brna ho připomíná mramorová soška ležícího dítěte, kterou podle zachované signatury vytvořil sochař Emanuel Max v roce 1861. |
| 7.      | 10.       | Alžběta Marie (Elisabeth Marie) z Kaunitz                                                                                              | 1864                                 | Albrecht Vincenc z Kaunitz 28. 6. 1829 Praha – 24. 1. 1897 Praha                                  | | Pohřbena 2. 5. 1865 v rodinné hrobce u sv. Barbory.        | Zemřela ve věku 8 měsíců na ochrnutí střev. |
| 7.      | 10.       | Alžběta Marie (Elisabeth Marie) z Kaunitz                                                                                              | 29. 4. 1865 Praha                    | Alžběta Felicitas z Thun-Hohensteinu (č. 13)                                                      | | Pohřbena 2. 5. 1865 v rodinné hrobce u sv. Barbory.        | Zemřela ve věku 8 měsíců na ochrnutí střev. |
| 8.      | 9.        | Kristýna Pavlína (Kristina Paulina) z Kaunitz                                                                                          | 30. 8. 1830 Praha                    | Michael Karel z Kaunitz (č. 4)                                                                    | | Pohřbena 1. 11. 1875 v hraběcí kaunitzké rodinné hrobce.   | Zemřela ve věku 45 let na ochrnutí mozku. |
| 8.      | 9.        | Kristýna Pavlína (Kristina Paulina) z Kaunitz                                                                                          | 29. 10. 1875 Děčín                   | Eleonora Woracziczká z Pabienitz a Bissingenu 26. 1. 1809 Praha – 10. 1. 1898 Praha               | | Pohřbena 1. 11. 1875 v hraběcí kaunitzké rodinné hrobce.   | Zemřela ve věku 45 let na ochrnutí mozku. |
| 9.      | 8.        | Karel Josef z Kaunitz | 1. 3. 1813 Praha                     | Vincenc Karel z Kaunitz 3. 2. 1774 Praha – 27. 7. 1829 Florencie                                  | 10. 7. 1875: Valerie Schicková ze Siegenburgu (č. 10)                                                                                            | Pohřben 17. 12. 1875 v hraběcí kaunitzké rodinné hrobce.   | Zemřel ve věku 62 let na mozkovou mrtvici. |
| 9.      | 8.        | Karel Josef z Kaunitz | 14. 12. 1875 Praha                   | Paulina Julie z Buquoy-Longueval 21. 7. 1780 Brusel – 1857 Vídeň                                  | 10. 7. 1875: Valerie Schicková ze Siegenburgu (č. 10)                                                                                            | Pohřben 17. 12. 1875 v hraběcí kaunitzké rodinné hrobce.   | Zemřel ve věku 62 let na mozkovou mrtvici. |
| 10.     | (8.)      | Valerie Schicková ze Siegenburgu | 1822                                 |                                                                                                   | 10. 7. 1875: Karel z Kaunitz (č. 9) | Pohřbena 12. 1. 1888 v hraběcí kaunitzké rodinné hrobce.   | Zemřela ve věku 65 let na zápal plic. |
| 10.     | (8.)      | Valerie Schicková ze Siegenburgu | 9. 1. 1888 Praha                     |                                                                                                   | 10. 7. 1875: Karel z Kaunitz (č. 9) | Pohřbena 12. 1. 1888 v hraběcí kaunitzké rodinné hrobce.   | Zemřela ve věku 65 let na zápal plic. |
| 11.     | 9.        | Rudolf Karel z Kaunitz | 19. 9. 1831 Praha                    | Michael Karel z Kaunitz (č. 4)                                                                    | | Pohřben 27. 9. 1889 v hraběcí kaunitzké rodinné hrobce.    | Klavírista. Zemřel ve věku 58 let na ochrnutí mozku. |
| 11.     | 9.        | Rudolf Karel z Kaunitz | 23. 9. 1889 Pirna, Sasko             | Eleonora Woracziczká z Pabienitz a Bissingenu 26. 1. 1809 Praha – 10. 1. 1898 Praha               | | Pohřben 27. 9. 1889 v hraběcí kaunitzké rodinné hrobce.    | Klavírista. Zemřel ve věku 58 let na ochrnutí mozku. |
| 12.     | 9.        | Alžběta (Elise) z Kaunitz | 15. 10. 1836 Březno                  | Michael Karel z Kaunitz (č. 4)                                                                    | | Pohřbena 5. 8. 1903 v hraběcí kaunitzké rodinné hrobce.    | Zemřela ve věku 66 let na záchvat mrtvice. |
| 12.     | 9.        | Alžběta (Elise) z Kaunitz | 31. 7. 1903 St. Gilgen               | Eleonora Woracziczká z Pabienitz a Bissingenu 26. 1. 1809 Praha – 10. 1. 1898 Praha               | | Pohřbena 5. 8. 1903 v hraběcí kaunitzké rodinné hrobce.    | Zemřela ve věku 66 let na záchvat mrtvice. |
| 13.     | (9.)      | Alžběta Felicitas z Thun-Hohensteinu (benátecká linie)                                                                                 | 30. 11. 1831 Benátky nad Jizerou     | Leopold Felix z Thun-Hohensteinu 15. 11. 1797 Praha – 10. 4. 1877 Praha                           | 10. 1. 1854 Praha: Albrecht Vincenc z Kaunitz 28. 6. 1829 Praha – 24. 1. 1897 Praha                                                              | Pohřbena 1. 3. 1910 v rodinné hrobce.                      | Dáma Řádu hvězdového kříže (1854) a palácová dáma. Zemřela ve věku 78 let na krevní výron do mozku a zánět mozku. Narodily se jí následující děti: - 1. Marie, provd. z Hohenlohe-Waldenburg-Schillingsfürstu (1855–1918; č. x918) - 2. Vilém Michal Leopold (1859–1860; č. 6) - 3. Karel Vilém (1861–1888; pohřben v kaunitzké hrobce ve Slavkově u Brna) - 4. Eleonora, provd. Andrássyová de Csik-Szent-Király et Kraszna-Horka (1862–1936) - 5. Alžběta Marie (1864–1865; č. 7) Manžel byl pohřben v Kaunitzké hrobce ve Slavkově u Brna. |
| 13.     | (9.)      | Alžběta Felicitas z Thun-Hohensteinu (benátecká linie)                                                                                 | 26. 2. 1910 Praha                    | Alžběta Mladotová ze Solopisk 10. 4. 1805 Praha – 17. 1. 1876 Praha                               | 10. 1. 1854 Praha: Albrecht Vincenc z Kaunitz 28. 6. 1829 Praha – 24. 1. 1897 Praha                                                              | Pohřbena 1. 3. 1910 v rodinné hrobce.                      | Dáma Řádu hvězdového kříže (1854) a palácová dáma. Zemřela ve věku 78 let na krevní výron do mozku a zánět mozku. Narodily se jí následující děti: - 1. Marie, provd. z Hohenlohe-Waldenburg-Schillingsfürstu (1855–1918; č. x918) - 2. Vilém Michal Leopold (1859–1860; č. 6) - 3. Karel Vilém (1861–1888; pohřben v kaunitzké hrobce ve Slavkově u Brna) - 4. Eleonora, provd. Andrássyová de Csik-Szent-Király et Kraszna-Horka (1862–1936) - 5. Alžběta Marie (1864–1865; č. 7) Manžel byl pohřben v Kaunitzké hrobce ve Slavkově u Brna. |
| x918.   | 10.       | Marie z Kaunitz, provd. z Hohenlohe-Waldenburg-Schillingsfürstu, od roku 1902 princezna z Hohenlohe-Waldenburg-Schillingsfürst-Kaunitz | 28. 3. 1855 Slavkov u Brna           | Albrecht Vincenc z Kaunitz 28. 6. 1829 Praha – 24. 1. 1897 Praha                                  | 8. 1. 1877 Praha: Egon Karel z Hohenlohe-Waldenburg-Schillingsfürstu 3. 2. 1853 Benátky – 10. 9. 1896 Gorice (Görz)                              | Pohřbena 22. 1. 1918 na hřbitově naproti vstupu do hrobky. | Dáma Řádu hvězdového kříže (1884) a palácová dáma, majitelka statků Nový Zámek (1897–1918) a Houska. Zemřela ve věku 62 let na tuberkulózu (souchotiny). Narodily se jí následující děti: - 1. Egon Albrecht (1877–1931; č. x931) - 2. Egon Alexander (1879–1933; č. x933) - 3. Vera, provd. Czerninová z Chudenic a podruhé Schönbornová (1882–1940) Manžel byl pohřben v Duinu. |
| x918.   | 10.       | Marie z Kaunitz, provd. z Hohenlohe-Waldenburg-Schillingsfürstu, od roku 1902 princezna z Hohenlohe-Waldenburg-Schillingsfürst-Kaunitz | 18. 1. 1918 Zahrádky                 | Alžběta Felicitas z Thun-Hohensteinu (č. 13)                                                      | 8. 1. 1877 Praha: Egon Karel z Hohenlohe-Waldenburg-Schillingsfürstu 3. 2. 1853 Benátky – 10. 9. 1896 Gorice (Görz)                              | Pohřbena 22. 1. 1918 na hřbitově naproti vstupu do hrobky. | Dáma Řádu hvězdového kříže (1884) a palácová dáma, majitelka statků Nový Zámek (1897–1918) a Houska. Zemřela ve věku 62 let na tuberkulózu (souchotiny). Narodily se jí následující děti: - 1. Egon Albrecht (1877–1931; č. x931) - 2. Egon Alexander (1879–1933; č. x933) - 3. Vera, provd. Czerninová z Chudenic a podruhé Schönbornová (1882–1940) Manžel byl pohřben v Duinu. |
| x931.   | (11.)     | Albrecht z Hohenlohe-Waldenburg-Schillingsfürst-Kaunitz                                                                                | 17. 11. 1877 Gorice (Görz)           | Egon Karel z Hohenlohe-Waldenburg-Schillingsfürstu 3. 2. 1853 Benátky – 10. 9. 1896 Gorice (Görz) | 3. 10. 1916 Zahrádky: Stephanie Bertha z Rumerskirchu 7. 7. 1867 Větrný Jeníkov – 8. 6. 1940 Gries bei Bozen                                     | Pohřben 18. 4. 1931 na hřbitově naproti vstupu do hrobky.  | Majitel statku Březno. Zemřel ve věku 53 let na akutní zánět slepého střeva a ochrnutí srdce. |
| x931.   | (11.)     | Albrecht z Hohenlohe-Waldenburg-Schillingsfürst-Kaunitz                                                                                | 15. 4. 1931 Březno                   | Marie z Kaunitz (č. x918)                                                                         | 3. 10. 1916 Zahrádky: Stephanie Bertha z Rumerskirchu 7. 7. 1867 Větrný Jeníkov – 8. 6. 1940 Gries bei Bozen                                     | Pohřben 18. 4. 1931 na hřbitově naproti vstupu do hrobky.  | Majitel statku Březno. Zemřel ve věku 53 let na akutní zánět slepého střeva a ochrnutí srdce. |
| x933.   | (11.)     | Alexander z Hohenlohe-Waldenburg-Schillingsfürst-Kaunitz, od roku 1913 hrabě z Heimbachu 1913                                          | 5. 9. 1879 Sagrado, Rakouské přímoří | Egon Karel z Hohenlohe-Waldenburg-Schillingsfürstu 3. 2. 1853 Benátky – 10. 9. 1896 Gorice (Görz) | 11. 7. 1913 Wiesbaden: Adele Edith Löw (6. 6. 1913 povýšená württemberským králem na hraběnku z Heimbachu) 10. 11. 1878 Olomouc – 1944 Auschwitz | Pohřben 28. 12. 1933 na hřbitově naproti vstupu do hrobky. | Majitel statku Březno. Zemřel ve věku 54 let na trombózu a ochrnutí srdce. |
| x933.   | (11.)     | Alexander z Hohenlohe-Waldenburg-Schillingsfürst-Kaunitz, od roku 1913 hrabě z Heimbachu 1913                                          | 25. 12. 1933 Praha                   | Marie z Kaunitz (č. x918)                                                                         | 11. 7. 1913 Wiesbaden: Adele Edith Löw (6. 6. 1913 povýšená württemberským králem na hraběnku z Heimbachu) 10. 11. 1878 Olomouc – 1944 Auschwitz | Pohřben 28. 12. 1933 na hřbitově naproti vstupu do hrobky. | Majitel statku Březno. Zemřel ve věku 54 let na trombózu a ochrnutí srdce. |

### Podle uložení
Pořadová čísla odpovídají pořadí v předchozí tabulce. Ve schématu není (prozatím) umístěn 4. Michael Karel z Kaunitz († 1852) a ještě jedna osoba (snad zakladatel hrobky?). Jistě však byli pohřbeni v dolní řadě vlevo.
| I.                                                                     | II.                                                                      | III.                                                                                                   | IV.                                                              | V.                                                                    | VI.                                                                | VII.                                                                    | VIII.                                                           | IX. |
| 1. Jan Adolf II. z Kaunitz                                             | 6. Vilém Ludvík z Kaunitz                                                | 7. Alžběta Marie z Kaunitz                                                                             |                                                                  |                                                                       |                                                                    |                                                                         |                                                                 |     |
| Sr Hochgeboren Herr Adolf Graf von Kaunitz gest. 30. Juni 1824.        | Sr Hochgeboren Herr Wilhelm Ludwig Graf von Kaunitz gest. 28. Juli 1860. | Ihre Hochgeboren Comtesse Elisabeth Marie von Kaunitz gest. 29. April 1865.                            |                                                                  |                                                                       |                                                                    |                                                                         |                                                                 |     |
| 11. Rudolf z Kaunitz                                                   | 12. Elise z Kaunitz                                                      | 13. Felicitas, roz. z Thun-Hohensteinu                                                                 |                                                                  |                                                                       |                                                                    |                                                                         | Helen Dallaová                                                  |     |
| Sr. Hochgeboren Herr Rudolf Graf von Kaunitz gest. 23. September 1889. | Ihre Hochgeboren Comtesse Elisabeth ??? von Kaunitz gest. 31. Juli 1903. | Ihre Hochgeboren Gräfin Elisabeth von Kaunitz geb. Gräfin von Thun u. Hohenstein gest. 26. Feber 1910. |                                                                  |                                                                       |                                                                    |                                                                         | Miss Helen Dalla + Hereford 1865 † Neuschloss 1943              |     |
| ?                                                                      | ?                                                                        | 2. Jan Nepomuk z Kaunitz                                                                               | 3. Ludvík Leopold z Kaunitz                                      | 5. Emanuel z Kaunitz                                                  | 9. Karel Josef z Kaunitz                                           | 8. Kristýna Pavlína z Kaunitz                                           | 10. Valerie, roz. Schicková ze Siegenburgu                      |     |
| ???                                                                    | ???                                                                      | Sr Hochgeboren Herr Johann Graf von Kaunitz gest. 15. November 1824.                                   | Sr Hochgeboren Herr Ludwig Graf von Kaunitz gest. 9. April 1852. | Sr Hochgeboren Herr Emanuel Graf von Kaunitz gest. 27. Dezember 1859. | Sr Hochgeboren Herr Karl Graf von Kaunitz gest. 14. Dezember 1875. | Ihre Hochgeboren Comtesse Christine von Kaunitz gest. 29. October 1875. | Ihre Hochgeboren Frau Valerie von Kaunitz gest. 9. Jänner 1888. |     |

### Příbuzenské vztahy pohřbených
Následující schéma znázorňuje příbuzenské vztahy. Červeně orámovaní byli pohřbeni v hrobce, modře orámovaní před hrobkou na hřbitově. Hnědě je zvýrazněn Michael Josef Karel z Kaunitz (1745–1820), zakladatel hrobky, a zeleně Evžen Jan z Kaunitz (1841–1919), poslední mužský příslušník rodu. Oranžově jsou vyznačeni poslední soukromí majitelé zámku Zahrádky. Tučně jsou vyznačeni majitelé novozámeckého panství, respektive velkostatku. Arabské číslice odpovídají pořadí úmrtí podle předchozí tabulky. Římské číslice představují pořadí manžela nebo manželky, pokud někdo vstoupil do manželství více než jednou. Devátá generace je na dvou řádcích. Vzhledem k účelu schématu se nejedná o kompletní rodokmen.
|                                                                         |                                                                         |                                                                         |                                                                         |                                                                         |                                                                         |                                                    |                                                    |                                                    |                                                    |                                                |                                                | Jan Vilém z Kaunitz 1656–1721                               | Jan Vilém z Kaunitz 1656–1721                               | Jan Vilém z Kaunitz 1656–1721                               | Jan Vilém z Kaunitz 1656–1721                               | Jan Vilém z Kaunitz 1656–1721                                            | Jan Vilém z Kaunitz 1656–1721                                            |                                                                          |                                                                          | Marie Anna ze Sternbergu † 1699                                          | Marie Anna ze Sternbergu † 1699                                          | Marie Anna ze Sternbergu † 1699     | Marie Anna ze Sternbergu † 1699     | Marie Anna ze Sternbergu † 1699                            | Marie Anna ze Sternbergu † 1699                            |                                                            |                                                            |                                                            |                                                            |                                         |                                         |                                                     |                                                     |                                                     |                                                     |                                                     |                                                     |                                           |                                           |                                                               |                                                               |                                                               |                                                               |                                                               |                                                               |                                       |                                       |                                            |                                            |                                            |                                            |                                               |                                               |                                               |                                               |                                                                          |                                                                          |                                                                          |                                                                          |                                                                          |                                                                          |                                                               |                                                               |                                                               |                                                               |                                      |                                      |                                          |                                          |                                          |                                          |                                                                      |                                                                      |                                                                      |                                                                      |                                                                      |                                                                      |  |  |                                                               |                                                               |                                                               |                                                               |                                                               |                                                               |  |  |                                           |                                           |                                           |                                           |                                           |                                           |  |  |
|                                                                         |                                                                         |                                                                         |                                                                         |                                                                         |                                                                         |                                                    |                                                    |                                                    |                                                    |                                                |                                                | Jan Vilém z Kaunitz 1656–1721                               | Jan Vilém z Kaunitz 1656–1721                               | Jan Vilém z Kaunitz 1656–1721                               | Jan Vilém z Kaunitz 1656–1721                               | Jan Vilém z Kaunitz 1656–1721                                            | Jan Vilém z Kaunitz 1656–1721                                            |                                                                          |                                                                          | Marie Anna ze Sternbergu † 1699                                          | Marie Anna ze Sternbergu † 1699                                          | Marie Anna ze Sternbergu † 1699     | Marie Anna ze Sternbergu † 1699     | Marie Anna ze Sternbergu † 1699                            | Marie Anna ze Sternbergu † 1699                            |                                                            |                                                            |                                                            |                                                            |                                         |                                         |                                                     |                                                     |                                                     |                                                     |                                                     |                                                     |                                           |                                           |                                                               |                                                               |                                                               |                                                               |                                                               |                                                               |                                       |                                       |                                            |                                            |                                            |                                            |                                               |                                               |                                               |                                               |                                                                          |                                                                          |                                                                          |                                                                          |                                                                          |                                                                          |                                                               |                                                               |                                                               |                                                               |                                      |                                      |                                          |                                          |                                          |                                          |                                                                      |                                                                      |                                                                      |                                                                      |                                                                      |                                                                      |  |  |                                                               |                                                               |                                                               |                                                               |                                                               |                                                               |  |  |                                           |                                           |                                           |                                           |                                           |                                           |  |  |
|                                                                         |                                                                         |                                                                         |                                                                         |                                                                         |                                                                         |                                                    |                                                    |                                                    |                                                    |                                                |                                                |                                                             |                                                             |                                                             |                                                             |                                                                          |                                                                          |                                                                          |                                                                          |                                                                          |                                                                          |                                     |                                     |                                                            |                                                            |                                                            |                                                            |                                                            |                                                            |                                         |                                         |                                                     |                                                     |                                                     |                                                     |                                                     |                                                     |                                           |                                           |                                                               |                                                               |                                                               |                                                               |                                                               |                                                               |                                       |                                       |                                            |                                            |                                            |                                            |                                               |                                               |                                               |                                               |                                                                          |                                                                          |                                                                          |                                                                          |                                                                          |                                                                          |                                                               |                                                               |                                                               |                                                               |                                      |                                      |                                          |                                          |                                          |                                          |                                                                      |                                                                      |                                                                      |                                                                      |                                                                      |                                                                      |  |  |                                                               |                                                               |                                                               |                                                               |                                                               |                                                               |  |  |                                           |                                           |                                           |                                           |                                           |                                           |  |  |
|                                                                         |                                                                         |                                                                         |                                                                         |                                                                         |                                                                         |                                                    |                                                    |                                                    |                                                    |                                                |                                                |                                                             |                                                             |                                                             |                                                             |                                                                          |                                                                          |                                                                          |                                                                          |                                                                          |                                                                          |                                     |                                     |                                                            |                                                            |                                                            |                                                            |                                                            |                                                            |                                         |                                         |                                                     |                                                     |                                                     |                                                     |                                                     |                                                     |                                           |                                           |                                                               |                                                               |                                                               |                                                               |                                                               |                                                               |                                       |                                       |                                            |                                            |                                            |                                            |                                               |                                               |                                               |                                               |                                                                          |                                                                          |                                                                          |                                                                          |                                                                          |                                                                          |                                                               |                                                               |                                                               |                                                               |                                      |                                      |                                          |                                          |                                          |                                          |                                                                      |                                                                      |                                                                      |                                                                      |                                                                      |                                                                      |  |  |                                                               |                                                               |                                                               |                                                               |                                                               |                                                               |  |  |                                           |                                           |                                           |                                           |                                           |                                           |  |  |
| Františka z Kaunitz * 1689                                              | Františka z Kaunitz * 1689                                              | Františka z Kaunitz * 1689                                              | Františka z Kaunitz * 1689                                              | Františka z Kaunitz * 1689                                              | Františka z Kaunitz * 1689                                              |                                                    |                                                    | Marie Anna Josefa z Kaunitz 1691–1730              | Marie Anna Josefa z Kaunitz 1691–1730              | Marie Anna Josefa z Kaunitz 1691–1730          | Marie Anna Josefa z Kaunitz 1691–1730          | Marie Anna Josefa z Kaunitz 1691–1730                       | Marie Anna Josefa z Kaunitz 1691–1730                       |                                                             |                                                             | Václav František Bernard Vernier de Rougemont 1701–1757                  | Václav František Bernard Vernier de Rougemont 1701–1757                  | Václav František Bernard Vernier de Rougemont 1701–1757                  | Václav František Bernard Vernier de Rougemont 1701–1757                  | Václav František Bernard Vernier de Rougemont 1701–1757                  | Václav František Bernard Vernier de Rougemont 1701–1757                  |                                     |                                     | Jan Josef Vilém z Kaunitz 1692 (?) – 1744 (?)              | Jan Josef Vilém z Kaunitz 1692 (?) – 1744 (?)              | Jan Josef Vilém z Kaunitz 1692 (?) – 1744 (?)              | Jan Josef Vilém z Kaunitz 1692 (?) – 1744 (?)              | Jan Josef Vilém z Kaunitz 1692 (?) – 1744 (?)              | Jan Josef Vilém z Kaunitz 1692 (?) – 1744 (?)              |                                         |                                         | Marie Johanna Vlasching (z Vlašimi?)                | Marie Johanna Vlasching (z Vlašimi?)                | Marie Johanna Vlasching (z Vlašimi?)                | Marie Johanna Vlasching (z Vlašimi?)                | Marie Johanna Vlasching (z Vlašimi?)                | Marie Johanna Vlasching (z Vlašimi?)                |                                           |                                           | Jan Adolf I. z Kaunitz 1696–1771                              | Jan Adolf I. z Kaunitz 1696–1771                              | Jan Adolf I. z Kaunitz 1696–1771                              | Jan Adolf I. z Kaunitz 1696–1771                              | Jan Adolf I. z Kaunitz 1696–1771                              | Jan Adolf I. z Kaunitz 1696–1771                              |                                       |                                       | Marie Terezie Anna Josefa Ogilvy 1718–1775 | Marie Terezie Anna Josefa Ogilvy 1718–1775 | Marie Terezie Anna Josefa Ogilvy 1718–1775 | Marie Terezie Anna Josefa Ogilvy 1718–1775 | Marie Terezie Anna Josefa Ogilvy 1718–1775    | Marie Terezie Anna Josefa Ogilvy 1718–1775    |                                               |                                               | Marie Anna Polyxena z Kaunitz * 1697                                     | Marie Anna Polyxena z Kaunitz * 1697                                     | Marie Anna Polyxena z Kaunitz * 1697                                     | Marie Anna Polyxena z Kaunitz * 1697                                     | Marie Anna Polyxena z Kaunitz * 1697                                     | Marie Anna Polyxena z Kaunitz * 1697                                     |                                                               |                                                               |                                                               |                                                               |                                      |                                      |                                          |                                          |                                          |                                          |                                                                      |                                                                      |                                                                      |                                                                      |                                                                      |                                                                      |  |  |                                                               |                                                               |                                                               |                                                               |                                                               |                                                               |  |  |                                           |                                           |                                           |                                           |                                           |                                           |  |  |
| Františka z Kaunitz * 1689                                              | Františka z Kaunitz * 1689                                              | Františka z Kaunitz * 1689                                              | Františka z Kaunitz * 1689                                              | Františka z Kaunitz * 1689                                              | Františka z Kaunitz * 1689                                              |                                                    |                                                    | Marie Anna Josefa z Kaunitz 1691–1730              | Marie Anna Josefa z Kaunitz 1691–1730              | Marie Anna Josefa z Kaunitz 1691–1730          | Marie Anna Josefa z Kaunitz 1691–1730          | Marie Anna Josefa z Kaunitz 1691–1730                       | Marie Anna Josefa z Kaunitz 1691–1730                       |                                                             |                                                             | Václav František Bernard Vernier de Rougemont 1701–1757                  | Václav František Bernard Vernier de Rougemont 1701–1757                  | Václav František Bernard Vernier de Rougemont 1701–1757                  | Václav František Bernard Vernier de Rougemont 1701–1757                  | Václav František Bernard Vernier de Rougemont 1701–1757                  | Václav František Bernard Vernier de Rougemont 1701–1757                  |                                     |                                     | Jan Josef Vilém z Kaunitz 1692 (?) – 1744 (?)              | Jan Josef Vilém z Kaunitz 1692 (?) – 1744 (?)              | Jan Josef Vilém z Kaunitz 1692 (?) – 1744 (?)              | Jan Josef Vilém z Kaunitz 1692 (?) – 1744 (?)              | Jan Josef Vilém z Kaunitz 1692 (?) – 1744 (?)              | Jan Josef Vilém z Kaunitz 1692 (?) – 1744 (?)              |                                         |                                         | Marie Johanna Vlasching (z Vlašimi?)                | Marie Johanna Vlasching (z Vlašimi?)                | Marie Johanna Vlasching (z Vlašimi?)                | Marie Johanna Vlasching (z Vlašimi?)                | Marie Johanna Vlasching (z Vlašimi?)                | Marie Johanna Vlasching (z Vlašimi?)                |                                           |                                           | Jan Adolf I. z Kaunitz 1696–1771                              | Jan Adolf I. z Kaunitz 1696–1771                              | Jan Adolf I. z Kaunitz 1696–1771                              | Jan Adolf I. z Kaunitz 1696–1771                              | Jan Adolf I. z Kaunitz 1696–1771                              | Jan Adolf I. z Kaunitz 1696–1771                              |                                       |                                       | Marie Terezie Anna Josefa Ogilvy 1718–1775 | Marie Terezie Anna Josefa Ogilvy 1718–1775 | Marie Terezie Anna Josefa Ogilvy 1718–1775 | Marie Terezie Anna Josefa Ogilvy 1718–1775 | Marie Terezie Anna Josefa Ogilvy 1718–1775    | Marie Terezie Anna Josefa Ogilvy 1718–1775    |                                               |                                               | Marie Anna Polyxena z Kaunitz * 1697                                     | Marie Anna Polyxena z Kaunitz * 1697                                     | Marie Anna Polyxena z Kaunitz * 1697                                     | Marie Anna Polyxena z Kaunitz * 1697                                     | Marie Anna Polyxena z Kaunitz * 1697                                     | Marie Anna Polyxena z Kaunitz * 1697                                     |                                                               |                                                               |                                                               |                                                               |                                      |                                      |                                          |                                          |                                          |                                          |                                                                      |                                                                      |                                                                      |                                                                      |                                                                      |                                                                      |  |  |                                                               |                                                               |                                                               |                                                               |                                                               |                                                               |  |  |                                           |                                           |                                           |                                           |                                           |                                           |  |  |
|                                                                         |                                                                         |                                                                         |                                                                         |                                                                         |                                                                         |                                                    |                                                    |                                                    |                                                    |                                                |                                                |                                                             |                                                             |                                                             |                                                             |                                                                          |                                                                          |                                                                          |                                                                          |                                                                          |                                                                          |                                     |                                     |                                                            |                                                            |                                                            |                                                            |                                                            |                                                            |                                         |                                         |                                                     |                                                     |                                                     |                                                     |                                                     |                                                     |                                           |                                           |                                                               |                                                               |                                                               |                                                               |                                                               |                                                               |                                       |                                       |                                            |                                            |                                            |                                            |                                               |                                               |                                               |                                               |                                                                          |                                                                          |                                                                          |                                                                          |                                                                          |                                                                          |                                                               |                                                               |                                                               |                                                               |                                      |                                      |                                          |                                          |                                          |                                          |                                                                      |                                                                      |                                                                      |                                                                      |                                                                      |                                                                      |  |  |                                                               |                                                               |                                                               |                                                               |                                                               |                                                               |  |  |                                           |                                           |                                           |                                           |                                           |                                           |  |  |
|                                                                         |                                                                         |                                                                         |                                                                         |                                                                         |                                                                         |                                                    |                                                    |                                                    |                                                    |                                                |                                                |                                                             |                                                             |                                                             |                                                             |                                                                          |                                                                          |                                                                          |                                                                          |                                                                          |                                                                          |                                     |                                     |                                                            |                                                            |                                                            |                                                            |                                                            |                                                            |                                         |                                         |                                                     |                                                     |                                                     |                                                     |                                                     |                                                     |                                           |                                           |                                                               |                                                               |                                                               |                                                               |                                                               |                                                               |                                       |                                       |                                            |                                            |                                            |                                            |                                               |                                               |                                               |                                               |                                                                          |                                                                          |                                                                          |                                                                          |                                                                          |                                                                          |                                                               |                                                               |                                                               |                                                               |                                      |                                      |                                          |                                          |                                          |                                          |                                                                      |                                                                      |                                                                      |                                                                      |                                                                      |                                                                      |  |  |                                                               |                                                               |                                                               |                                                               |                                                               |                                                               |  |  |                                           |                                           |                                           |                                           |                                           |                                           |  |  |
| Marie Josefa Ester z Kaunitz 1739–1796                                  | Marie Josefa Ester z Kaunitz 1739–1796                                  | Marie Josefa Ester z Kaunitz 1739–1796                                  | Marie Josefa Ester z Kaunitz 1739–1796                                  | Marie Josefa Ester z Kaunitz 1739–1796                                  | Marie Josefa Ester z Kaunitz 1739–1796                                  |                                                    |                                                    | Jan Nepomuk Josef z Nostitz-Rokinitz 1740–1808     | Jan Nepomuk Josef z Nostitz-Rokinitz 1740–1808     | Jan Nepomuk Josef z Nostitz-Rokinitz 1740–1808 | Jan Nepomuk Josef z Nostitz-Rokinitz 1740–1808 | Jan Nepomuk Josef z Nostitz-Rokinitz 1740–1808              | Jan Nepomuk Josef z Nostitz-Rokinitz 1740–1808              |                                                             |                                                             | Marie Ester z Kaunitz 1740–1796                                          | Marie Ester z Kaunitz 1740–1796                                          | Marie Ester z Kaunitz 1740–1796                                          | Marie Ester z Kaunitz 1740–1796                                          | Marie Ester z Kaunitz 1740–1796                                          | Marie Ester z Kaunitz 1740–1796                                          |                                     |                                     | Marie Terezie z Kaunitz 1742–1787                          | Marie Terezie z Kaunitz 1742–1787                          | Marie Terezie z Kaunitz 1742–1787                          | Marie Terezie z Kaunitz 1742–1787                          | Marie Terezie z Kaunitz 1742–1787                          | Marie Terezie z Kaunitz 1742–1787                          |                                         |                                         | Jan František Kristián ze Swéerts-Sporcku 1729–1802 | Jan František Kristián ze Swéerts-Sporcku 1729–1802 | Jan František Kristián ze Swéerts-Sporcku 1729–1802 | Jan František Kristián ze Swéerts-Sporcku 1729–1802 | Jan František Kristián ze Swéerts-Sporcku 1729–1802 | Jan František Kristián ze Swéerts-Sporcku 1729–1802 |                                           |                                           | Marie Anna Josefa z Kaunitz 1743–1793                         | Marie Anna Josefa z Kaunitz 1743–1793                         | Marie Anna Josefa z Kaunitz 1743–1793                         | Marie Anna Josefa z Kaunitz 1743–1793                         | Marie Anna Josefa z Kaunitz 1743–1793                         | Marie Anna Josefa z Kaunitz 1743–1793                         |                                       |                                       | Michael Josef Karel z Kaunitz 1745–1820    | Michael Josef Karel z Kaunitz 1745–1820    | Michael Josef Karel z Kaunitz 1745–1820    | Michael Josef Karel z Kaunitz 1745–1820    | Michael Josef Karel z Kaunitz 1745–1820       | Michael Josef Karel z Kaunitz 1745–1820       |                                               |                                               | Marie Kristýna ze Salm-Reifferscheidt-Hainspachu 1751–1820               | Marie Kristýna ze Salm-Reifferscheidt-Hainspachu 1751–1820               | Marie Kristýna ze Salm-Reifferscheidt-Hainspachu 1751–1820               | Marie Kristýna ze Salm-Reifferscheidt-Hainspachu 1751–1820               | Marie Kristýna ze Salm-Reifferscheidt-Hainspachu 1751–1820               | Marie Kristýna ze Salm-Reifferscheidt-Hainspachu 1751–1820               |                                                               |                                                               | 1. Jan Adolf II. z Kaunitz 1750–1826                          | 1. Jan Adolf II. z Kaunitz 1750–1826                          | 1. Jan Adolf II. z Kaunitz 1750–1826 | 1. Jan Adolf II. z Kaunitz 1750–1826 | 1. Jan Adolf II. z Kaunitz 1750–1826     | 1. Jan Adolf II. z Kaunitz 1750–1826     |                                          |                                          | Marie Eleonora z Mansfeld-Vorderortu 1756–1815                       | Marie Eleonora z Mansfeld-Vorderortu 1756–1815                       | Marie Eleonora z Mansfeld-Vorderortu 1756–1815                       | Marie Eleonora z Mansfeld-Vorderortu 1756–1815                       | Marie Eleonora z Mansfeld-Vorderortu 1756–1815                       | Marie Eleonora z Mansfeld-Vorderortu 1756–1815                       |  |  | Marie Viktorie z Kaunitz 1751–1796                            | Marie Viktorie z Kaunitz 1751–1796                            | Marie Viktorie z Kaunitz 1751–1796                            | Marie Viktorie z Kaunitz 1751–1796                            | Marie Viktorie z Kaunitz 1751–1796                            | Marie Viktorie z Kaunitz 1751–1796                            |  |  | Jan Prokop Hartman z Klarštejna 1760–1850 | Jan Prokop Hartman z Klarštejna 1760–1850 | Jan Prokop Hartman z Klarštejna 1760–1850 | Jan Prokop Hartman z Klarštejna 1760–1850 | Jan Prokop Hartman z Klarštejna 1760–1850 | Jan Prokop Hartman z Klarštejna 1760–1850 |  |  |
| Marie Josefa Ester z Kaunitz 1739–1796                                  | Marie Josefa Ester z Kaunitz 1739–1796                                  | Marie Josefa Ester z Kaunitz 1739–1796                                  | Marie Josefa Ester z Kaunitz 1739–1796                                  | Marie Josefa Ester z Kaunitz 1739–1796                                  | Marie Josefa Ester z Kaunitz 1739–1796                                  |                                                    |                                                    | Jan Nepomuk Josef z Nostitz-Rokinitz 1740–1808     | Jan Nepomuk Josef z Nostitz-Rokinitz 1740–1808     | Jan Nepomuk Josef z Nostitz-Rokinitz 1740–1808 | Jan Nepomuk Josef z Nostitz-Rokinitz 1740–1808 | Jan Nepomuk Josef z Nostitz-Rokinitz 1740–1808              | Jan Nepomuk Josef z Nostitz-Rokinitz 1740–1808              |                                                             |                                                             | Marie Ester z Kaunitz 1740–1796                                          | Marie Ester z Kaunitz 1740–1796                                          | Marie Ester z Kaunitz 1740–1796                                          | Marie Ester z Kaunitz 1740–1796                                          | Marie Ester z Kaunitz 1740–1796                                          | Marie Ester z Kaunitz 1740–1796                                          |                                     |                                     | Marie Terezie z Kaunitz 1742–1787                          | Marie Terezie z Kaunitz 1742–1787                          | Marie Terezie z Kaunitz 1742–1787                          | Marie Terezie z Kaunitz 1742–1787                          | Marie Terezie z Kaunitz 1742–1787                          | Marie Terezie z Kaunitz 1742–1787                          |                                         |                                         | Jan František Kristián ze Swéerts-Sporcku 1729–1802 | Jan František Kristián ze Swéerts-Sporcku 1729–1802 | Jan František Kristián ze Swéerts-Sporcku 1729–1802 | Jan František Kristián ze Swéerts-Sporcku 1729–1802 | Jan František Kristián ze Swéerts-Sporcku 1729–1802 | Jan František Kristián ze Swéerts-Sporcku 1729–1802 |                                           |                                           | Marie Anna Josefa z Kaunitz 1743–1793                         | Marie Anna Josefa z Kaunitz 1743–1793                         | Marie Anna Josefa z Kaunitz 1743–1793                         | Marie Anna Josefa z Kaunitz 1743–1793                         | Marie Anna Josefa z Kaunitz 1743–1793                         | Marie Anna Josefa z Kaunitz 1743–1793                         |                                       |                                       | Michael Josef Karel z Kaunitz 1745–1820    | Michael Josef Karel z Kaunitz 1745–1820    | Michael Josef Karel z Kaunitz 1745–1820    | Michael Josef Karel z Kaunitz 1745–1820    | Michael Josef Karel z Kaunitz 1745–1820       | Michael Josef Karel z Kaunitz 1745–1820       |                                               |                                               | Marie Kristýna ze Salm-Reifferscheidt-Hainspachu 1751–1820               | Marie Kristýna ze Salm-Reifferscheidt-Hainspachu 1751–1820               | Marie Kristýna ze Salm-Reifferscheidt-Hainspachu 1751–1820               | Marie Kristýna ze Salm-Reifferscheidt-Hainspachu 1751–1820               | Marie Kristýna ze Salm-Reifferscheidt-Hainspachu 1751–1820               | Marie Kristýna ze Salm-Reifferscheidt-Hainspachu 1751–1820               |                                                               |                                                               | 1. Jan Adolf II. z Kaunitz 1750–1826                          | 1. Jan Adolf II. z Kaunitz 1750–1826                          | 1. Jan Adolf II. z Kaunitz 1750–1826 | 1. Jan Adolf II. z Kaunitz 1750–1826 | 1. Jan Adolf II. z Kaunitz 1750–1826     | 1. Jan Adolf II. z Kaunitz 1750–1826     |                                          |                                          | Marie Eleonora z Mansfeld-Vorderortu 1756–1815                       | Marie Eleonora z Mansfeld-Vorderortu 1756–1815                       | Marie Eleonora z Mansfeld-Vorderortu 1756–1815                       | Marie Eleonora z Mansfeld-Vorderortu 1756–1815                       | Marie Eleonora z Mansfeld-Vorderortu 1756–1815                       | Marie Eleonora z Mansfeld-Vorderortu 1756–1815                       |  |  | Marie Viktorie z Kaunitz 1751–1796                            | Marie Viktorie z Kaunitz 1751–1796                            | Marie Viktorie z Kaunitz 1751–1796                            | Marie Viktorie z Kaunitz 1751–1796                            | Marie Viktorie z Kaunitz 1751–1796                            | Marie Viktorie z Kaunitz 1751–1796                            |  |  | Jan Prokop Hartman z Klarštejna 1760–1850 | Jan Prokop Hartman z Klarštejna 1760–1850 | Jan Prokop Hartman z Klarštejna 1760–1850 | Jan Prokop Hartman z Klarštejna 1760–1850 | Jan Prokop Hartman z Klarštejna 1760–1850 | Jan Prokop Hartman z Klarštejna 1760–1850 |  |  |
|                                                                         |                                                                         |                                                                         |                                                                         |                                                                         |                                                                         |                                                    |                                                    |                                                    |                                                    |                                                |                                                |                                                             |                                                             |                                                             |                                                             |                                                                          |                                                                          |                                                                          |                                                                          |                                                                          |                                                                          |                                     |                                     |                                                            |                                                            |                                                            |                                                            |                                                            |                                                            |                                         |                                         |                                                     |                                                     |                                                     |                                                     |                                                     |                                                     |                                           |                                           |                                                               |                                                               |                                                               |                                                               |                                                               |                                                               |                                       |                                       |                                            |                                            |                                            |                                            |                                               |                                               |                                               |                                               |                                                                          |                                                                          |                                                                          |                                                                          |                                                                          |                                                                          |                                                               |                                                               |                                                               |                                                               |                                      |                                      |                                          |                                          |                                          |                                          |                                                                      |                                                                      |                                                                      |                                                                      |                                                                      |                                                                      |  |  |                                                               |                                                               |                                                               |                                                               |                                                               |                                                               |  |  |                                           |                                           |                                           |                                           |                                           |                                           |  |  |
|                                                                         |                                                                         |                                                                         |                                                                         |                                                                         |                                                                         |                                                    |                                                    |                                                    |                                                    |                                                |                                                |                                                             |                                                             |                                                             |                                                             |                                                                          |                                                                          |                                                                          |                                                                          |                                                                          |                                                                          |                                     |                                     |                                                            |                                                            |                                                            |                                                            |                                                            |                                                            |                                         |                                         |                                                     |                                                     |                                                     |                                                     |                                                     |                                                     |                                           |                                           |                                                               |                                                               |                                                               |                                                               |                                                               |                                                               |                                       |                                       |                                            |                                            |                                            |                                            |                                               |                                               |                                               |                                               |                                                                          |                                                                          |                                                                          |                                                                          |                                                                          |                                                                          |                                                               |                                                               |                                                               |                                                               |                                      |                                      |                                          |                                          |                                          |                                          |                                                                      |                                                                      |                                                                      |                                                                      |                                                                      |                                                                      |  |  |                                                               |                                                               |                                                               |                                                               |                                                               |                                                               |  |  |                                           |                                           |                                           |                                           |                                           |                                           |  |  |
| Michael Leopold z Kaunitz * 1771                                        | Michael Leopold z Kaunitz * 1771                                        | Michael Leopold z Kaunitz * 1771                                        | Michael Leopold z Kaunitz * 1771                                        | Michael Leopold z Kaunitz * 1771                                        | Michael Leopold z Kaunitz * 1771                                        |                                                    |                                                    | Vincenc Karel Josef z Kaunitz 1774–1829            | Vincenc Karel Josef z Kaunitz 1774–1829            | Vincenc Karel Josef z Kaunitz 1774–1829        | Vincenc Karel Josef z Kaunitz 1774–1829        | Vincenc Karel Josef z Kaunitz 1774–1829                     | Vincenc Karel Josef z Kaunitz 1774–1829                     |                                                             |                                                             | Pavlína (Pauline) Julie z Buquoy-Longueval 1780–1857                     | Pavlína (Pauline) Julie z Buquoy-Longueval 1780–1857                     | Pavlína (Pauline) Julie z Buquoy-Longueval 1780–1857                     | Pavlína (Pauline) Julie z Buquoy-Longueval 1780–1857                     | Pavlína (Pauline) Julie z Buquoy-Longueval 1780–1857                     | Pavlína (Pauline) Julie z Buquoy-Longueval 1780–1857                     |                                     |                                     | 2. Jan Nepomuk z Kaunitz 1776–1824                         | 2. Jan Nepomuk z Kaunitz 1776–1824                         | 2. Jan Nepomuk z Kaunitz 1776–1824                         | 2. Jan Nepomuk z Kaunitz 1776–1824                         | 2. Jan Nepomuk z Kaunitz 1776–1824                         | 2. Jan Nepomuk z Kaunitz 1776–1824                         |                                         |                                         | Jindřich Adolf z Kaunitz * 1778                     | Jindřich Adolf z Kaunitz * 1778                     | Jindřich Adolf z Kaunitz * 1778                     | Jindřich Adolf z Kaunitz * 1778                     | Jindřich Adolf z Kaunitz * 1778                     | Jindřich Adolf z Kaunitz * 1778                     |                                           |                                           | Leopold Jan Michael z Kaunitz 1779–1848                       | Leopold Jan Michael z Kaunitz 1779–1848                       | Leopold Jan Michael z Kaunitz 1779–1848                       | Leopold Jan Michael z Kaunitz 1779–1848                       | Leopold Jan Michael z Kaunitz 1779–1848                       | Leopold Jan Michael z Kaunitz 1779–1848                       |                                       |                                       | Pulcheria Betty Blau                       | Pulcheria Betty Blau                       | Pulcheria Betty Blau                       | Pulcheria Betty Blau                       | Pulcheria Betty Blau                          | Pulcheria Betty Blau                          |                                               |                                               | Maria Leopold z Kaunitz 1839–1887                                        | Maria Leopold z Kaunitz 1839–1887                                        | Maria Leopold z Kaunitz 1839–1887                                        | Maria Leopold z Kaunitz 1839–1887                                        | Maria Leopold z Kaunitz 1839–1887                                        | Maria Leopold z Kaunitz 1839–1887                                        |                                                               |                                                               | Everidla Karolína von Skribanek                               | Everidla Karolína von Skribanek                               | Everidla Karolína von Skribanek      | Everidla Karolína von Skribanek      | Everidla Karolína von Skribanek          | Everidla Karolína von Skribanek          |                                          |                                          | Michal Josef z Kaunitz 1781–1846                                     | Michal Josef z Kaunitz 1781–1846                                     | Michal Josef z Kaunitz 1781–1846                                     | Michal Josef z Kaunitz 1781–1846                                     | Michal Josef z Kaunitz 1781–1846                                     | Michal Josef z Kaunitz 1781–1846                                     |  |  | František Antonín z Kaunitz * 1782                            | František Antonín z Kaunitz * 1782                            | František Antonín z Kaunitz * 1782                            | František Antonín z Kaunitz * 1782                            | František Antonín z Kaunitz * 1782                            | František Antonín z Kaunitz * 1782                            |  |  |                                           |                                           |                                           |                                           |                                           |                                           |  |  |
| Michael Leopold z Kaunitz * 1771                                        | Michael Leopold z Kaunitz * 1771                                        | Michael Leopold z Kaunitz * 1771                                        | Michael Leopold z Kaunitz * 1771                                        | Michael Leopold z Kaunitz * 1771                                        | Michael Leopold z Kaunitz * 1771                                        |                                                    |                                                    | Vincenc Karel Josef z Kaunitz 1774–1829            | Vincenc Karel Josef z Kaunitz 1774–1829            | Vincenc Karel Josef z Kaunitz 1774–1829        | Vincenc Karel Josef z Kaunitz 1774–1829        | Vincenc Karel Josef z Kaunitz 1774–1829                     | Vincenc Karel Josef z Kaunitz 1774–1829                     |                                                             |                                                             | Pavlína (Pauline) Julie z Buquoy-Longueval 1780–1857                     | Pavlína (Pauline) Julie z Buquoy-Longueval 1780–1857                     | Pavlína (Pauline) Julie z Buquoy-Longueval 1780–1857                     | Pavlína (Pauline) Julie z Buquoy-Longueval 1780–1857                     | Pavlína (Pauline) Julie z Buquoy-Longueval 1780–1857                     | Pavlína (Pauline) Julie z Buquoy-Longueval 1780–1857                     |                                     |                                     | 2. Jan Nepomuk z Kaunitz 1776–1824                         | 2. Jan Nepomuk z Kaunitz 1776–1824                         | 2. Jan Nepomuk z Kaunitz 1776–1824                         | 2. Jan Nepomuk z Kaunitz 1776–1824                         | 2. Jan Nepomuk z Kaunitz 1776–1824                         | 2. Jan Nepomuk z Kaunitz 1776–1824                         |                                         |                                         | Jindřich Adolf z Kaunitz * 1778                     | Jindřich Adolf z Kaunitz * 1778                     | Jindřich Adolf z Kaunitz * 1778                     | Jindřich Adolf z Kaunitz * 1778                     | Jindřich Adolf z Kaunitz * 1778                     | Jindřich Adolf z Kaunitz * 1778                     |                                           |                                           | Leopold Jan Michael z Kaunitz 1779–1848                       | Leopold Jan Michael z Kaunitz 1779–1848                       | Leopold Jan Michael z Kaunitz 1779–1848                       | Leopold Jan Michael z Kaunitz 1779–1848                       | Leopold Jan Michael z Kaunitz 1779–1848                       | Leopold Jan Michael z Kaunitz 1779–1848                       |                                       |                                       | Pulcheria Betty Blau                       | Pulcheria Betty Blau                       | Pulcheria Betty Blau                       | Pulcheria Betty Blau                       | Pulcheria Betty Blau                          | Pulcheria Betty Blau                          |                                               |                                               | Maria Leopold z Kaunitz 1839–1887                                        | Maria Leopold z Kaunitz 1839–1887                                        | Maria Leopold z Kaunitz 1839–1887                                        | Maria Leopold z Kaunitz 1839–1887                                        | Maria Leopold z Kaunitz 1839–1887                                        | Maria Leopold z Kaunitz 1839–1887                                        |                                                               |                                                               | Everidla Karolína von Skribanek                               | Everidla Karolína von Skribanek                               | Everidla Karolína von Skribanek      | Everidla Karolína von Skribanek      | Everidla Karolína von Skribanek          | Everidla Karolína von Skribanek          |                                          |                                          | Michal Josef z Kaunitz 1781–1846                                     | Michal Josef z Kaunitz 1781–1846                                     | Michal Josef z Kaunitz 1781–1846                                     | Michal Josef z Kaunitz 1781–1846                                     | Michal Josef z Kaunitz 1781–1846                                     | Michal Josef z Kaunitz 1781–1846                                     |  |  | František Antonín z Kaunitz * 1782                            | František Antonín z Kaunitz * 1782                            | František Antonín z Kaunitz * 1782                            | František Antonín z Kaunitz * 1782                            | František Antonín z Kaunitz * 1782                            | František Antonín z Kaunitz * 1782                            |  |  |                                           |                                           |                                           |                                           |                                           |                                           |  |  |
|                                                                         |                                                                         |                                                                         |                                                                         |                                                                         |                                                                         |                                                    |                                                    |                                                    |                                                    |                                                |                                                |                                                             |                                                             |                                                             |                                                             |                                                                          |                                                                          |                                                                          |                                                                          |                                                                          |                                                                          |                                     |                                     |                                                            |                                                            |                                                            |                                                            |                                                            |                                                            |                                         |                                         |                                                     |                                                     |                                                     |                                                     |                                                     |                                                     |                                           |                                           |                                                               |                                                               |                                                               |                                                               |                                                               |                                                               |                                       |                                       |                                            |                                            |                                            |                                            |                                               |                                               |                                               |                                               |                                                                          |                                                                          |                                                                          |                                                                          |                                                                          |                                                                          |                                                               |                                                               |                                                               |                                                               |                                      |                                      |                                          |                                          |                                          |                                          |                                                                      |                                                                      |                                                                      |                                                                      |                                                                      |                                                                      |  |  |                                                               |                                                               |                                                               |                                                               |                                                               |                                                               |  |  |                                           |                                           |                                           |                                           |                                           |                                           |  |  |
|                                                                         |                                                                         |                                                                         |                                                                         |                                                                         |                                                                         |                                                    |                                                    |                                                    |                                                    |                                                |                                                |                                                             |                                                             |                                                             |                                                             |                                                                          |                                                                          |                                                                          |                                                                          |                                                                          |                                                                          |                                     |                                     |                                                            |                                                            |                                                            |                                                            |                                                            |                                                            |                                         |                                         |                                                     |                                                     |                                                     |                                                     |                                                     |                                                     |                                           |                                           |                                                               |                                                               |                                                               |                                                               |                                                               |                                                               |                                       |                                       |                                            |                                            |                                            |                                            |                                               |                                               |                                               |                                               |                                                                          |                                                                          |                                                                          |                                                                          |                                                                          |                                                                          |                                                               |                                                               |                                                               |                                                               |                                      |                                      |                                          |                                          |                                          |                                          |                                                                      |                                                                      |                                                                      |                                                                      |                                                                      |                                                                      |  |  |                                                               |                                                               |                                                               |                                                               |                                                               |                                                               |  |  |                                           |                                           |                                           |                                           |                                           |                                           |  |  |
| Kristýna Arnoštka z Kaunitz 1802–1810                                   | Kristýna Arnoštka z Kaunitz 1802–1810                                   | Kristýna Arnoštka z Kaunitz 1802–1810                                   | Kristýna Arnoštka z Kaunitz 1802–1810                                   | Kristýna Arnoštka z Kaunitz 1802–1810                                   | Kristýna Arnoštka z Kaunitz 1802–1810                                   |                                                    |                                                    | 4. Michael Karel z Kaunitz 1803–1852               | 4. Michael Karel z Kaunitz 1803–1852               | 4. Michael Karel z Kaunitz 1803–1852           | 4. Michael Karel z Kaunitz 1803–1852           | 4. Michael Karel z Kaunitz 1803–1852                        | 4. Michael Karel z Kaunitz 1803–1852                        |                                                             |                                                             | Eleonora Woracziczká z Pabienitz a Bissingenu 1809–1898                  | Eleonora Woracziczká z Pabienitz a Bissingenu 1809–1898                  | Eleonora Woracziczká z Pabienitz a Bissingenu 1809–1898                  | Eleonora Woracziczká z Pabienitz a Bissingenu 1809–1898                  | Eleonora Woracziczká z Pabienitz a Bissingenu 1809–1898                  | Eleonora Woracziczká z Pabienitz a Bissingenu 1809–1898                  |                                     |                                     | 3. Ludvík Leopold z Kaunitz 1804–1852                      | 3. Ludvík Leopold z Kaunitz 1804–1852                      | 3. Ludvík Leopold z Kaunitz 1804–1852                      | 3. Ludvík Leopold z Kaunitz 1804–1852                      | 3. Ludvík Leopold z Kaunitz 1804–1852                      | 3. Ludvík Leopold z Kaunitz 1804–1852                      |                                         |                                         | Pavlína Karolína z Kaunitz asi 1806–1806            | Pavlína Karolína z Kaunitz asi 1806–1806            | Pavlína Karolína z Kaunitz asi 1806–1806            | Pavlína Karolína z Kaunitz asi 1806–1806            | Pavlína Karolína z Kaunitz asi 1806–1806            | Pavlína Karolína z Kaunitz asi 1806–1806            |                                           |                                           | Eduard Vladimír z Kaunitz 1809–1868                           | Eduard Vladimír z Kaunitz 1809–1868                           | Eduard Vladimír z Kaunitz 1809–1868                           | Eduard Vladimír z Kaunitz 1809–1868                           | Eduard Vladimír z Kaunitz 1809–1868                           | Eduard Vladimír z Kaunitz 1809–1868                           |                                       |                                       | Pavlína Karolína z Kaunitz 1810–1812       | Pavlína Karolína z Kaunitz 1810–1812       | Pavlína Karolína z Kaunitz 1810–1812       | Pavlína Karolína z Kaunitz 1810–1812       | Pavlína Karolína z Kaunitz 1810–1812          | Pavlína Karolína z Kaunitz 1810–1812          |                                               |                                               | Karel Michael z Kaunitz * 1811                                           | Karel Michael z Kaunitz * 1811                                           | Karel Michael z Kaunitz * 1811                                           | Karel Michael z Kaunitz * 1811                                           | Karel Michael z Kaunitz * 1811                                           | Karel Michael z Kaunitz * 1811                                           |                                                               |                                                               | 9. Karel Josef z Kaunitz 1813–1875                            | 9. Karel Josef z Kaunitz 1813–1875                            | 9. Karel Josef z Kaunitz 1813–1875   | 9. Karel Josef z Kaunitz 1813–1875   | 9. Karel Josef z Kaunitz 1813–1875       | 9. Karel Josef z Kaunitz 1813–1875       |                                          |                                          | 10. Valerie Schicková ze Siegenburgu 1822–1888                       | 10. Valerie Schicková ze Siegenburgu 1822–1888                       | 10. Valerie Schicková ze Siegenburgu 1822–1888                       | 10. Valerie Schicková ze Siegenburgu 1822–1888                       | 10. Valerie Schicková ze Siegenburgu 1822–1888                       | 10. Valerie Schicková ze Siegenburgu 1822–1888                       |  |  | Pavlína z Kaunitz * 1817                                      | Pavlína z Kaunitz * 1817                                      | Pavlína z Kaunitz * 1817                                      | Pavlína z Kaunitz * 1817                                      | Pavlína z Kaunitz * 1817                                      | Pavlína z Kaunitz * 1817                                      |  |  | Klementina z Kaunitz * 1820               | Klementina z Kaunitz * 1820               | Klementina z Kaunitz * 1820               | Klementina z Kaunitz * 1820               | Klementina z Kaunitz * 1820               | Klementina z Kaunitz * 1820               |  |  |
| Kristýna Arnoštka z Kaunitz 1802–1810                                   | Kristýna Arnoštka z Kaunitz 1802–1810                                   | Kristýna Arnoštka z Kaunitz 1802–1810                                   | Kristýna Arnoštka z Kaunitz 1802–1810                                   | Kristýna Arnoštka z Kaunitz 1802–1810                                   | Kristýna Arnoštka z Kaunitz 1802–1810                                   |                                                    |                                                    | 4. Michael Karel z Kaunitz 1803–1852               | 4. Michael Karel z Kaunitz 1803–1852               | 4. Michael Karel z Kaunitz 1803–1852           | 4. Michael Karel z Kaunitz 1803–1852           | 4. Michael Karel z Kaunitz 1803–1852                        | 4. Michael Karel z Kaunitz 1803–1852                        |                                                             |                                                             | Eleonora Woracziczká z Pabienitz a Bissingenu 1809–1898                  | Eleonora Woracziczká z Pabienitz a Bissingenu 1809–1898                  | Eleonora Woracziczká z Pabienitz a Bissingenu 1809–1898                  | Eleonora Woracziczká z Pabienitz a Bissingenu 1809–1898                  | Eleonora Woracziczká z Pabienitz a Bissingenu 1809–1898                  | Eleonora Woracziczká z Pabienitz a Bissingenu 1809–1898                  |                                     |                                     | 3. Ludvík Leopold z Kaunitz 1804–1852                      | 3. Ludvík Leopold z Kaunitz 1804–1852                      | 3. Ludvík Leopold z Kaunitz 1804–1852                      | 3. Ludvík Leopold z Kaunitz 1804–1852                      | 3. Ludvík Leopold z Kaunitz 1804–1852                      | 3. Ludvík Leopold z Kaunitz 1804–1852                      |                                         |                                         | Pavlína Karolína z Kaunitz asi 1806–1806            | Pavlína Karolína z Kaunitz asi 1806–1806            | Pavlína Karolína z Kaunitz asi 1806–1806            | Pavlína Karolína z Kaunitz asi 1806–1806            | Pavlína Karolína z Kaunitz asi 1806–1806            | Pavlína Karolína z Kaunitz asi 1806–1806            |                                           |                                           | Eduard Vladimír z Kaunitz 1809–1868                           | Eduard Vladimír z Kaunitz 1809–1868                           | Eduard Vladimír z Kaunitz 1809–1868                           | Eduard Vladimír z Kaunitz 1809–1868                           | Eduard Vladimír z Kaunitz 1809–1868                           | Eduard Vladimír z Kaunitz 1809–1868                           |                                       |                                       | Pavlína Karolína z Kaunitz 1810–1812       | Pavlína Karolína z Kaunitz 1810–1812       | Pavlína Karolína z Kaunitz 1810–1812       | Pavlína Karolína z Kaunitz 1810–1812       | Pavlína Karolína z Kaunitz 1810–1812          | Pavlína Karolína z Kaunitz 1810–1812          |                                               |                                               | Karel Michael z Kaunitz * 1811                                           | Karel Michael z Kaunitz * 1811                                           | Karel Michael z Kaunitz * 1811                                           | Karel Michael z Kaunitz * 1811                                           | Karel Michael z Kaunitz * 1811                                           | Karel Michael z Kaunitz * 1811                                           |                                                               |                                                               | 9. Karel Josef z Kaunitz 1813–1875                            | 9. Karel Josef z Kaunitz 1813–1875                            | 9. Karel Josef z Kaunitz 1813–1875   | 9. Karel Josef z Kaunitz 1813–1875   | 9. Karel Josef z Kaunitz 1813–1875       | 9. Karel Josef z Kaunitz 1813–1875       |                                          |                                          | 10. Valerie Schicková ze Siegenburgu 1822–1888                       | 10. Valerie Schicková ze Siegenburgu 1822–1888                       | 10. Valerie Schicková ze Siegenburgu 1822–1888                       | 10. Valerie Schicková ze Siegenburgu 1822–1888                       | 10. Valerie Schicková ze Siegenburgu 1822–1888                       | 10. Valerie Schicková ze Siegenburgu 1822–1888                       |  |  | Pavlína z Kaunitz * 1817                                      | Pavlína z Kaunitz * 1817                                      | Pavlína z Kaunitz * 1817                                      | Pavlína z Kaunitz * 1817                                      | Pavlína z Kaunitz * 1817                                      | Pavlína z Kaunitz * 1817                                      |  |  | Klementina z Kaunitz * 1820               | Klementina z Kaunitz * 1820               | Klementina z Kaunitz * 1820               | Klementina z Kaunitz * 1820               | Klementina z Kaunitz * 1820               | Klementina z Kaunitz * 1820               |  |  |
|                                                                         |                                                                         |                                                                         |                                                                         |                                                                         |                                                                         |                                                    |                                                    |                                                    |                                                    |                                                |                                                |                                                             |                                                             |                                                             |                                                             |                                                                          |                                                                          |                                                                          |                                                                          |                                                                          |                                                                          |                                     |                                     |                                                            |                                                            |                                                            |                                                            |                                                            |                                                            |                                         |                                         |                                                     |                                                     |                                                     |                                                     |                                                     |                                                     |                                           |                                           |                                                               |                                                               |                                                               |                                                               |                                                               |                                                               |                                       |                                       |                                            |                                            |                                            |                                            |                                               |                                               |                                               |                                               |                                                                          |                                                                          |                                                                          |                                                                          |                                                                          |                                                                          |                                                               |                                                               |                                                               |                                                               |                                      |                                      |                                          |                                          |                                          |                                          |                                                                      |                                                                      |                                                                      |                                                                      |                                                                      |                                                                      |  |  |                                                               |                                                               |                                                               |                                                               |                                                               |                                                               |  |  |                                           |                                           |                                           |                                           |                                           |                                           |  |  |
|                                                                         |                                                                         |                                                                         |                                                                         |                                                                         |                                                                         |                                                    |                                                    |                                                    |                                                    |                                                |                                                |                                                             |                                                             |                                                             |                                                             |                                                                          |                                                                          |                                                                          |                                                                          |                                                                          |                                                                          |                                     |                                     |                                                            |                                                            |                                                            |                                                            |                                                            |                                                            |                                         |                                         |                                                     |                                                     |                                                     |                                                     |                                                     |                                                     |                                           |                                           |                                                               |                                                               |                                                               |                                                               |                                                               |                                                               |                                       |                                       |                                            |                                            |                                            |                                            |                                               |                                               |                                               |                                               |                                                                          |                                                                          |                                                                          |                                                                          |                                                                          |                                                                          |                                                               |                                                               |                                                               |                                                               |                                      |                                      |                                          |                                          |                                          |                                          |                                                                      |                                                                      |                                                                      |                                                                      |                                                                      |                                                                      |  |  |                                                               |                                                               |                                                               |                                                               |                                                               |                                                               |  |  |                                           |                                           |                                           |                                           |                                           |                                           |  |  |
| 8. Kristýna Pavlína z Kaunitz 1830–1875                                 | 8. Kristýna Pavlína z Kaunitz 1830–1875                                 | 8. Kristýna Pavlína z Kaunitz 1830–1875                                 | 8. Kristýna Pavlína z Kaunitz 1830–1875                                 | 8. Kristýna Pavlína z Kaunitz 1830–1875                                 | 8. Kristýna Pavlína z Kaunitz 1830–1875                                 |                                                    |                                                    | 11. Rudolf Karel z Kaunitz 1831–1889               | 11. Rudolf Karel z Kaunitz 1831–1889               | 11. Rudolf Karel z Kaunitz 1831–1889           | 11. Rudolf Karel z Kaunitz 1831–1889           | 11. Rudolf Karel z Kaunitz 1831–1889                        | 11. Rudolf Karel z Kaunitz 1831–1889                        |                                                             |                                                             | Ferdinand z Kaunitz 1833–1885                                            | Ferdinand z Kaunitz 1833–1885                                            | Ferdinand z Kaunitz 1833–1885                                            | Ferdinand z Kaunitz 1833–1885                                            | Ferdinand z Kaunitz 1833–1885                                            | Ferdinand z Kaunitz 1833–1885                                            |                                     |                                     | Jiří Evžen z Kaunitz 1835–1909                             | Jiří Evžen z Kaunitz 1835–1909                             | Jiří Evžen z Kaunitz 1835–1909                             | Jiří Evžen z Kaunitz 1835–1909                             | Jiří Evžen z Kaunitz 1835–1909                             | Jiří Evžen z Kaunitz 1835–1909                             |                                         |                                         | Zdenka Wimmer 1841–1923                             | Zdenka Wimmer 1841–1923                             | Zdenka Wimmer 1841–1923                             | Zdenka Wimmer 1841–1923                             | Zdenka Wimmer 1841–1923                             | Zdenka Wimmer 1841–1923                             |                                           |                                           | Evžen Jan z Kaunitz 1841–1919                                 | Evžen Jan z Kaunitz 1841–1919                                 | Evžen Jan z Kaunitz 1841–1919                                 | Evžen Jan z Kaunitz 1841–1919                                 | Evžen Jan z Kaunitz 1841–1919                                 | Evžen Jan z Kaunitz 1841–1919                                 |                                       |                                       | Anna Fenzel 1848–1909                      | Anna Fenzel 1848–1909                      | Anna Fenzel 1848–1909                      | Anna Fenzel 1848–1909                      | Anna Fenzel 1848–1909                         | Anna Fenzel 1848–1909                         |                                               |                                               | 5. Emanuel z Kaunitz 1839–1859                                           | 5. Emanuel z Kaunitz 1839–1859                                           | 5. Emanuel z Kaunitz 1839–1859                                           | 5. Emanuel z Kaunitz 1839–1859                                           | 5. Emanuel z Kaunitz 1839–1859                                           | 5. Emanuel z Kaunitz 1839–1859                                           |                                                               |                                                               |                                                               |                                                               |                                      |                                      |                                          |                                          |                                          |                                          |                                                                      |                                                                      |                                                                      |                                                                      |                                                                      |                                                                      |  |  |                                                               |                                                               |                                                               |                                                               |                                                               |                                                               |  |  |                                           |                                           |                                           |                                           |                                           |                                           |  |  |
| 8. Kristýna Pavlína z Kaunitz 1830–1875                                 | 8. Kristýna Pavlína z Kaunitz 1830–1875                                 | 8. Kristýna Pavlína z Kaunitz 1830–1875                                 | 8. Kristýna Pavlína z Kaunitz 1830–1875                                 | 8. Kristýna Pavlína z Kaunitz 1830–1875                                 | 8. Kristýna Pavlína z Kaunitz 1830–1875                                 |                                                    |                                                    | 11. Rudolf Karel z Kaunitz 1831–1889               | 11. Rudolf Karel z Kaunitz 1831–1889               | 11. Rudolf Karel z Kaunitz 1831–1889           | 11. Rudolf Karel z Kaunitz 1831–1889           | 11. Rudolf Karel z Kaunitz 1831–1889                        | 11. Rudolf Karel z Kaunitz 1831–1889                        |                                                             |                                                             | Ferdinand z Kaunitz 1833–1885                                            | Ferdinand z Kaunitz 1833–1885                                            | Ferdinand z Kaunitz 1833–1885                                            | Ferdinand z Kaunitz 1833–1885                                            | Ferdinand z Kaunitz 1833–1885                                            | Ferdinand z Kaunitz 1833–1885                                            |                                     |                                     | Jiří Evžen z Kaunitz 1835–1909                             | Jiří Evžen z Kaunitz 1835–1909                             | Jiří Evžen z Kaunitz 1835–1909                             | Jiří Evžen z Kaunitz 1835–1909                             | Jiří Evžen z Kaunitz 1835–1909                             | Jiří Evžen z Kaunitz 1835–1909                             |                                         |                                         | Zdenka Wimmer 1841–1923                             | Zdenka Wimmer 1841–1923                             | Zdenka Wimmer 1841–1923                             | Zdenka Wimmer 1841–1923                             | Zdenka Wimmer 1841–1923                             | Zdenka Wimmer 1841–1923                             |                                           |                                           | Evžen Jan z Kaunitz 1841–1919                                 | Evžen Jan z Kaunitz 1841–1919                                 | Evžen Jan z Kaunitz 1841–1919                                 | Evžen Jan z Kaunitz 1841–1919                                 | Evžen Jan z Kaunitz 1841–1919                                 | Evžen Jan z Kaunitz 1841–1919                                 |                                       |                                       | Anna Fenzel 1848–1909                      | Anna Fenzel 1848–1909                      | Anna Fenzel 1848–1909                      | Anna Fenzel 1848–1909                      | Anna Fenzel 1848–1909                         | Anna Fenzel 1848–1909                         |                                               |                                               | 5. Emanuel z Kaunitz 1839–1859                                           | 5. Emanuel z Kaunitz 1839–1859                                           | 5. Emanuel z Kaunitz 1839–1859                                           | 5. Emanuel z Kaunitz 1839–1859                                           | 5. Emanuel z Kaunitz 1839–1859                                           | 5. Emanuel z Kaunitz 1839–1859                                           |                                                               |                                                               |                                                               |                                                               |                                      |                                      |                                          |                                          |                                          |                                          |                                                                      |                                                                      |                                                                      |                                                                      |                                                                      |                                                                      |  |  |                                                               |                                                               |                                                               |                                                               |                                                               |                                                               |  |  |                                           |                                           |                                           |                                           |                                           |                                           |  |  |
|                                                                         |                                                                         |                                                                         |                                                                         |                                                                         |                                                                         |                                                    |                                                    |                                                    |                                                    |                                                |                                                |                                                             |                                                             |                                                             |                                                             |                                                                          |                                                                          |                                                                          |                                                                          |                                                                          |                                                                          |                                     |                                     |                                                            |                                                            |                                                            |                                                            |                                                            |                                                            |                                         |                                         |                                                     |                                                     |                                                     |                                                     |                                                     |                                                     |                                           |                                           |                                                               |                                                               |                                                               |                                                               |                                                               |                                                               |                                       |                                       |                                            |                                            |                                            |                                            |                                               |                                               |                                               |                                               |                                                                          |                                                                          |                                                                          |                                                                          |                                                                          |                                                                          |                                                               |                                                               |                                                               |                                                               |                                      |                                      |                                          |                                          |                                          |                                          |                                                                      |                                                                      |                                                                      |                                                                      |                                                                      |                                                                      |  |  |                                                               |                                                               |                                                               |                                                               |                                                               |                                                               |  |  |                                           |                                           |                                           |                                           |                                           |                                           |  |  |
|                                                                         |                                                                         |                                                                         |                                                                         |                                                                         |                                                                         |                                                    |                                                    |                                                    |                                                    |                                                |                                                |                                                             |                                                             |                                                             |                                                             |                                                                          |                                                                          |                                                                          |                                                                          |                                                                          |                                                                          |                                     |                                     |                                                            |                                                            |                                                            |                                                            |                                                            |                                                            |                                         |                                         |                                                     |                                                     |                                                     |                                                     |                                                     |                                                     |                                           |                                           |                                                               |                                                               |                                                               |                                                               |                                                               |                                                               |                                       |                                       |                                            |                                            |                                            |                                            |                                               |                                               |                                               |                                               |                                                                          |                                                                          |                                                                          |                                                                          |                                                                          |                                                                          |                                                               |                                                               |                                                               |                                                               |                                      |                                      |                                          |                                          |                                          |                                          |                                                                      |                                                                      |                                                                      |                                                                      |                                                                      |                                                                      |  |  |                                                               |                                                               |                                                               |                                                               |                                                               |                                                               |  |  |                                           |                                           |                                           |                                           |                                           |                                           |  |  |
|                                                                         |                                                                         |                                                                         |                                                                         | 13. Alžběta Felicitas z Thun-Hohensteinu 1831–1910                      | 13. Alžběta Felicitas z Thun-Hohensteinu 1831–1910                      | 13. Alžběta Felicitas z Thun-Hohensteinu 1831–1910 | 13. Alžběta Felicitas z Thun-Hohensteinu 1831–1910 | 13. Alžběta Felicitas z Thun-Hohensteinu 1831–1910 | 13. Alžběta Felicitas z Thun-Hohensteinu 1831–1910 |                                                |                                                | Albrecht Vincenc z Kaunitz 1829–1897                        | Albrecht Vincenc z Kaunitz 1829–1897                        | Albrecht Vincenc z Kaunitz 1829–1897                        | Albrecht Vincenc z Kaunitz 1829–1897                        | Albrecht Vincenc z Kaunitz 1829–1897                                     | Albrecht Vincenc z Kaunitz 1829–1897                                     |                                                                          |                                                                          | Jindřich z Kaunitz 1832–1912                                             | Jindřich z Kaunitz 1832–1912                                             | Jindřich z Kaunitz 1832–1912        | Jindřich z Kaunitz 1832–1912        | Jindřich z Kaunitz 1832–1912                               | Jindřich z Kaunitz 1832–1912                               |                                                            |                                                            | Vilemína Wittman 1842–1914                                 | Vilemína Wittman 1842–1914                                 | Vilemína Wittman 1842–1914              | Vilemína Wittman 1842–1914              | Vilemína Wittman 1842–1914                          | Vilemína Wittman 1842–1914                          |                                                     |                                                     | 12. Alžběta z Kaunitz 1836–1903                     | 12. Alžběta z Kaunitz 1836–1903                     | 12. Alžběta z Kaunitz 1836–1903           | 12. Alžběta z Kaunitz 1836–1903           | 12. Alžběta z Kaunitz 1836–1903                               | 12. Alžběta z Kaunitz 1836–1903                               |                                                               |                                                               | I. Josefína Čermáková 1849–1895                               | I. Josefína Čermáková 1849–1895                               | I. Josefína Čermáková 1849–1895       | I. Josefína Čermáková 1849–1895       | I. Josefína Čermáková 1849–1895            | I. Josefína Čermáková 1849–1895            |                                            |                                            | Václav Robert z Kaunitz 1848–1913             | Václav Robert z Kaunitz 1848–1913             | Václav Robert z Kaunitz 1848–1913             | Václav Robert z Kaunitz 1848–1913             | Václav Robert z Kaunitz 1848–1913                                        | Václav Robert z Kaunitz 1848–1913                                        |                                                                          |                                                                          | II. Josefína Horová 1881–1961                                            | II. Josefína Horová 1881–1961                                            | II. Josefína Horová 1881–1961                                 | II. Josefína Horová 1881–1961                                 | II. Josefína Horová 1881–1961                                 | II. Josefína Horová 1881–1961                                 |                                      |                                      |                                          |                                          |                                          |                                          |                                                                      |                                                                      |                                                                      |                                                                      |                                                                      |                                                                      |  |  |                                                               |                                                               |                                                               |                                                               |                                                               |                                                               |  |  |                                           |                                           |                                           |                                           |                                           |                                           |  |  |
|                                                                         |                                                                         |                                                                         |                                                                         | 13. Alžběta Felicitas z Thun-Hohensteinu 1831–1910                      | 13. Alžběta Felicitas z Thun-Hohensteinu 1831–1910                      | 13. Alžběta Felicitas z Thun-Hohensteinu 1831–1910 | 13. Alžběta Felicitas z Thun-Hohensteinu 1831–1910 | 13. Alžběta Felicitas z Thun-Hohensteinu 1831–1910 | 13. Alžběta Felicitas z Thun-Hohensteinu 1831–1910 |                                                |                                                | Albrecht Vincenc z Kaunitz 1829–1897                        | Albrecht Vincenc z Kaunitz 1829–1897                        | Albrecht Vincenc z Kaunitz 1829–1897                        | Albrecht Vincenc z Kaunitz 1829–1897                        | Albrecht Vincenc z Kaunitz 1829–1897                                     | Albrecht Vincenc z Kaunitz 1829–1897                                     |                                                                          |                                                                          | Jindřich z Kaunitz 1832–1912                                             | Jindřich z Kaunitz 1832–1912                                             | Jindřich z Kaunitz 1832–1912        | Jindřich z Kaunitz 1832–1912        | Jindřich z Kaunitz 1832–1912                               | Jindřich z Kaunitz 1832–1912                               |                                                            |                                                            | Vilemína Wittman 1842–1914                                 | Vilemína Wittman 1842–1914                                 | Vilemína Wittman 1842–1914              | Vilemína Wittman 1842–1914              | Vilemína Wittman 1842–1914                          | Vilemína Wittman 1842–1914                          |                                                     |                                                     | 12. Alžběta z Kaunitz 1836–1903                     | 12. Alžběta z Kaunitz 1836–1903                     | 12. Alžběta z Kaunitz 1836–1903           | 12. Alžběta z Kaunitz 1836–1903           | 12. Alžběta z Kaunitz 1836–1903                               | 12. Alžběta z Kaunitz 1836–1903                               |                                                               |                                                               | I. Josefína Čermáková 1849–1895                               | I. Josefína Čermáková 1849–1895                               | I. Josefína Čermáková 1849–1895       | I. Josefína Čermáková 1849–1895       | I. Josefína Čermáková 1849–1895            | I. Josefína Čermáková 1849–1895            |                                            |                                            | Václav Robert z Kaunitz 1848–1913             | Václav Robert z Kaunitz 1848–1913             | Václav Robert z Kaunitz 1848–1913             | Václav Robert z Kaunitz 1848–1913             | Václav Robert z Kaunitz 1848–1913                                        | Václav Robert z Kaunitz 1848–1913                                        |                                                                          |                                                                          | II. Josefína Horová 1881–1961                                            | II. Josefína Horová 1881–1961                                            | II. Josefína Horová 1881–1961                                 | II. Josefína Horová 1881–1961                                 | II. Josefína Horová 1881–1961                                 | II. Josefína Horová 1881–1961                                 |                                      |                                      |                                          |                                          |                                          |                                          |                                                                      |                                                                      |                                                                      |                                                                      |                                                                      |                                                                      |  |  |                                                               |                                                               |                                                               |                                                               |                                                               |                                                               |  |  |                                           |                                           |                                           |                                           |                                           |                                           |  |  |
|                                                                         |                                                                         |                                                                         |                                                                         |                                                                         |                                                                         |                                                    |                                                    |                                                    |                                                    |                                                |                                                |                                                             |                                                             |                                                             |                                                             |                                                                          |                                                                          |                                                                          |                                                                          |                                                                          |                                                                          |                                     |                                     |                                                            |                                                            |                                                            |                                                            |                                                            |                                                            |                                         |                                         |                                                     |                                                     |                                                     |                                                     |                                                     |                                                     |                                           |                                           |                                                               |                                                               |                                                               |                                                               |                                                               |                                                               |                                       |                                       |                                            |                                            |                                            |                                            |                                               |                                               |                                               |                                               |                                                                          |                                                                          |                                                                          |                                                                          |                                                                          |                                                                          |                                                               |                                                               |                                                               |                                                               |                                      |                                      |                                          |                                          |                                          |                                          |                                                                      |                                                                      |                                                                      |                                                                      |                                                                      |                                                                      |  |  |                                                               |                                                               |                                                               |                                                               |                                                               |                                                               |  |  |                                           |                                           |                                           |                                           |                                           |                                           |  |  |
|                                                                         |                                                                         |                                                                         |                                                                         |                                                                         |                                                                         |                                                    |                                                    |                                                    |                                                    |                                                |                                                |                                                             |                                                             |                                                             |                                                             |                                                                          |                                                                          |                                                                          |                                                                          |                                                                          |                                                                          |                                     |                                     |                                                            |                                                            |                                                            |                                                            |                                                            |                                                            |                                         |                                         |                                                     |                                                     |                                                     |                                                     |                                                     |                                                     |                                           |                                           |                                                               |                                                               |                                                               |                                                               |                                                               |                                                               |                                       |                                       |                                            |                                            |                                            |                                            |                                               |                                               |                                               |                                               |                                                                          |                                                                          |                                                                          |                                                                          |                                                                          |                                                                          |                                                               |                                                               |                                                               |                                                               |                                      |                                      |                                          |                                          |                                          |                                          |                                                                      |                                                                      |                                                                      |                                                                      |                                                                      |                                                                      |  |  |                                                               |                                                               |                                                               |                                                               |                                                               |                                                               |  |  |                                           |                                           |                                           |                                           |                                           |                                           |  |  |
|                                                                         |                                                                         |                                                                         |                                                                         | x918. Marie z Kaunitz 1855–1918                                         | x918. Marie z Kaunitz 1855–1918                                         | x918. Marie z Kaunitz 1855–1918                    | x918. Marie z Kaunitz 1855–1918                    | x918. Marie z Kaunitz 1855–1918                    | x918. Marie z Kaunitz 1855–1918                    |                                                |                                                | Egon Karel z Hohenlohe-Waldenburg-Schillingfürstu 1853–1896 | Egon Karel z Hohenlohe-Waldenburg-Schillingfürstu 1853–1896 | Egon Karel z Hohenlohe-Waldenburg-Schillingfürstu 1853–1896 | Egon Karel z Hohenlohe-Waldenburg-Schillingfürstu 1853–1896 | Egon Karel z Hohenlohe-Waldenburg-Schillingfürstu 1853–1896              | Egon Karel z Hohenlohe-Waldenburg-Schillingfürstu 1853–1896              |                                                                          |                                                                          |                                                                          |                                                                          | 6. Vilém Ludvík z Kaunitz 1859–1860 | 6. Vilém Ludvík z Kaunitz 1859–1860 | 6. Vilém Ludvík z Kaunitz 1859–1860                        | 6. Vilém Ludvík z Kaunitz 1859–1860                        | 6. Vilém Ludvík z Kaunitz 1859–1860                        | 6. Vilém Ludvík z Kaunitz 1859–1860                        |                                                            |                                                            |                                         |                                         | Karel Vilém z Kaunitz 1861–1888                     | Karel Vilém z Kaunitz 1861–1888                     | Karel Vilém z Kaunitz 1861–1888                     | Karel Vilém z Kaunitz 1861–1888                     | Karel Vilém z Kaunitz 1861–1888                     | Karel Vilém z Kaunitz 1861–1888                     |                                           |                                           |                                                               |                                                               | 7. Alžběta Marie z Kaunitz 1864–1865                          | 7. Alžběta Marie z Kaunitz 1864–1865                          | 7. Alžběta Marie z Kaunitz 1864–1865                          | 7. Alžběta Marie z Kaunitz 1864–1865                          | 7. Alžběta Marie z Kaunitz 1864–1865  | 7. Alžběta Marie z Kaunitz 1864–1865  |                                            |                                            |                                            |                                            | Eleonora z Kaunitz 1862–1936                  | Eleonora z Kaunitz 1862–1936                  | Eleonora z Kaunitz 1862–1936                  | Eleonora z Kaunitz 1862–1936                  | Eleonora z Kaunitz 1862–1936                                             | Eleonora z Kaunitz 1862–1936                                             |                                                                          |                                                                          | Géza Andrássy de Csik-Szent-Király et Kraszna-Horka 1856–1938            | Géza Andrássy de Csik-Szent-Király et Kraszna-Horka 1856–1938            | Géza Andrássy de Csik-Szent-Király et Kraszna-Horka 1856–1938 | Géza Andrássy de Csik-Szent-Király et Kraszna-Horka 1856–1938 | Géza Andrássy de Csik-Szent-Király et Kraszna-Horka 1856–1938 | Géza Andrássy de Csik-Szent-Király et Kraszna-Horka 1856–1938 |                                      |                                      |                                          |                                          |                                          |                                          |                                                                      |                                                                      |                                                                      |                                                                      |                                                                      |                                                                      |  |  |                                                               |                                                               |                                                               |                                                               |                                                               |                                                               |  |  |                                           |                                           |                                           |                                           |                                           |                                           |  |  |
|                                                                         |                                                                         |                                                                         |                                                                         | x918. Marie z Kaunitz 1855–1918                                         | x918. Marie z Kaunitz 1855–1918                                         | x918. Marie z Kaunitz 1855–1918                    | x918. Marie z Kaunitz 1855–1918                    | x918. Marie z Kaunitz 1855–1918                    | x918. Marie z Kaunitz 1855–1918                    |                                                |                                                | Egon Karel z Hohenlohe-Waldenburg-Schillingfürstu 1853–1896 | Egon Karel z Hohenlohe-Waldenburg-Schillingfürstu 1853–1896 | Egon Karel z Hohenlohe-Waldenburg-Schillingfürstu 1853–1896 | Egon Karel z Hohenlohe-Waldenburg-Schillingfürstu 1853–1896 | Egon Karel z Hohenlohe-Waldenburg-Schillingfürstu 1853–1896              | Egon Karel z Hohenlohe-Waldenburg-Schillingfürstu 1853–1896              |                                                                          |                                                                          |                                                                          |                                                                          | 6. Vilém Ludvík z Kaunitz 1859–1860 | 6. Vilém Ludvík z Kaunitz 1859–1860 | 6. Vilém Ludvík z Kaunitz 1859–1860                        | 6. Vilém Ludvík z Kaunitz 1859–1860                        | 6. Vilém Ludvík z Kaunitz 1859–1860                        | 6. Vilém Ludvík z Kaunitz 1859–1860                        |                                                            |                                                            |                                         |                                         | Karel Vilém z Kaunitz 1861–1888                     | Karel Vilém z Kaunitz 1861–1888                     | Karel Vilém z Kaunitz 1861–1888                     | Karel Vilém z Kaunitz 1861–1888                     | Karel Vilém z Kaunitz 1861–1888                     | Karel Vilém z Kaunitz 1861–1888                     |                                           |                                           |                                                               |                                                               | 7. Alžběta Marie z Kaunitz 1864–1865                          | 7. Alžběta Marie z Kaunitz 1864–1865                          | 7. Alžběta Marie z Kaunitz 1864–1865                          | 7. Alžběta Marie z Kaunitz 1864–1865                          | 7. Alžběta Marie z Kaunitz 1864–1865  | 7. Alžběta Marie z Kaunitz 1864–1865  |                                            |                                            |                                            |                                            | Eleonora z Kaunitz 1862–1936                  | Eleonora z Kaunitz 1862–1936                  | Eleonora z Kaunitz 1862–1936                  | Eleonora z Kaunitz 1862–1936                  | Eleonora z Kaunitz 1862–1936                                             | Eleonora z Kaunitz 1862–1936                                             |                                                                          |                                                                          | Géza Andrássy de Csik-Szent-Király et Kraszna-Horka 1856–1938            | Géza Andrássy de Csik-Szent-Király et Kraszna-Horka 1856–1938            | Géza Andrássy de Csik-Szent-Király et Kraszna-Horka 1856–1938 | Géza Andrássy de Csik-Szent-Király et Kraszna-Horka 1856–1938 | Géza Andrássy de Csik-Szent-Király et Kraszna-Horka 1856–1938 | Géza Andrássy de Csik-Szent-Király et Kraszna-Horka 1856–1938 |                                      |                                      |                                          |                                          |                                          |                                          |                                                                      |                                                                      |                                                                      |                                                                      |                                                                      |                                                                      |  |  |                                                               |                                                               |                                                               |                                                               |                                                               |                                                               |  |  |                                           |                                           |                                           |                                           |                                           |                                           |  |  |
|                                                                         |                                                                         |                                                                         |                                                                         |                                                                         |                                                                         |                                                    |                                                    |                                                    |                                                    |                                                |                                                |                                                             |                                                             |                                                             |                                                             |                                                                          |                                                                          |                                                                          |                                                                          |                                                                          |                                                                          |                                     |                                     |                                                            |                                                            |                                                            |                                                            |                                                            |                                                            |                                         |                                         |                                                     |                                                     |                                                     |                                                     |                                                     |                                                     |                                           |                                           |                                                               |                                                               |                                                               |                                                               |                                                               |                                                               |                                       |                                       |                                            |                                            |                                            |                                            |                                               |                                               |                                               |                                               |                                                                          |                                                                          |                                                                          |                                                                          |                                                                          |                                                                          |                                                               |                                                               |                                                               |                                                               |                                      |                                      |                                          |                                          |                                          |                                          |                                                                      |                                                                      |                                                                      |                                                                      |                                                                      |                                                                      |  |  |                                                               |                                                               |                                                               |                                                               |                                                               |                                                               |  |  |                                           |                                           |                                           |                                           |                                           |                                           |  |  |
|                                                                         |                                                                         |                                                                         |                                                                         |                                                                         |                                                                         |                                                    |                                                    |                                                    |                                                    |                                                |                                                |                                                             |                                                             |                                                             |                                                             |                                                                          |                                                                          |                                                                          |                                                                          |                                                                          |                                                                          |                                     |                                     |                                                            |                                                            |                                                            |                                                            |                                                            |                                                            |                                         |                                         |                                                     |                                                     |                                                     |                                                     |                                                     |                                                     |                                           |                                           |                                                               |                                                               |                                                               |                                                               |                                                               |                                                               |                                       |                                       |                                            |                                            |                                            |                                            |                                               |                                               |                                               |                                               |                                                                          |                                                                          |                                                                          |                                                                          |                                                                          |                                                                          |                                                               |                                                               |                                                               |                                                               |                                      |                                      |                                          |                                          |                                          |                                          |                                                                      |                                                                      |                                                                      |                                                                      |                                                                      |                                                                      |  |  |                                                               |                                                               |                                                               |                                                               |                                                               |                                                               |  |  |                                           |                                           |                                           |                                           |                                           |                                           |  |  |
| x931. Albrecht z Hohenlohe-Waldenburg-Schillingsfürst-Kaunitz 1877–1931 | x931. Albrecht z Hohenlohe-Waldenburg-Schillingsfürst-Kaunitz 1877–1931 | x931. Albrecht z Hohenlohe-Waldenburg-Schillingsfürst-Kaunitz 1877–1931 | x931. Albrecht z Hohenlohe-Waldenburg-Schillingsfürst-Kaunitz 1877–1931 | x931. Albrecht z Hohenlohe-Waldenburg-Schillingsfürst-Kaunitz 1877–1931 | x931. Albrecht z Hohenlohe-Waldenburg-Schillingsfürst-Kaunitz 1877–1931 |                                                    |                                                    | Stephanie Bertha z Rumerskirchu 1867–1940          | Stephanie Bertha z Rumerskirchu 1867–1940          | Stephanie Bertha z Rumerskirchu 1867–1940      | Stephanie Bertha z Rumerskirchu 1867–1940      | Stephanie Bertha z Rumerskirchu 1867–1940                   | Stephanie Bertha z Rumerskirchu 1867–1940                   |                                                             |                                                             | x933. Alexander z Hohenlohe-Waldenburg-Schillingsfürst-Kaunitz 1879–1933 | x933. Alexander z Hohenlohe-Waldenburg-Schillingsfürst-Kaunitz 1879–1933 | x933. Alexander z Hohenlohe-Waldenburg-Schillingsfürst-Kaunitz 1879–1933 | x933. Alexander z Hohenlohe-Waldenburg-Schillingsfürst-Kaunitz 1879–1933 | x933. Alexander z Hohenlohe-Waldenburg-Schillingsfürst-Kaunitz 1879–1933 | x933. Alexander z Hohenlohe-Waldenburg-Schillingsfürst-Kaunitz 1879–1933 |                                     |                                     | Adele Löw, povýšená na hraběnku z Heinbachu 1878–1941/1945 | Adele Löw, povýšená na hraběnku z Heinbachu 1878–1941/1945 | Adele Löw, povýšená na hraběnku z Heinbachu 1878–1941/1945 | Adele Löw, povýšená na hraběnku z Heinbachu 1878–1941/1945 | Adele Löw, povýšená na hraběnku z Heinbachu 1878–1941/1945 | Adele Löw, povýšená na hraběnku z Heinbachu 1878–1941/1945 |                                         |                                         | I. Rudolf Czernin z Chudenic 1881–1928              | I. Rudolf Czernin z Chudenic 1881–1928              | I. Rudolf Czernin z Chudenic 1881–1928              | I. Rudolf Czernin z Chudenic 1881–1928              | I. Rudolf Czernin z Chudenic 1881–1928              | I. Rudolf Czernin z Chudenic 1881–1928              |                                           |                                           | Vera z Hohenlohe-Waldenburg-Schillingsfürst-Kaunitz 1882–1940 | Vera z Hohenlohe-Waldenburg-Schillingsfürst-Kaunitz 1882–1940 | Vera z Hohenlohe-Waldenburg-Schillingsfürst-Kaunitz 1882–1940 | Vera z Hohenlohe-Waldenburg-Schillingsfürst-Kaunitz 1882–1940 | Vera z Hohenlohe-Waldenburg-Schillingsfürst-Kaunitz 1882–1940 | Vera z Hohenlohe-Waldenburg-Schillingsfürst-Kaunitz 1882–1940 |                                       |                                       | II. Karl Johann ze Schönbornu 1890–1952    | II. Karl Johann ze Schönbornu 1890–1952    | II. Karl Johann ze Schönbornu 1890–1952    | II. Karl Johann ze Schönbornu 1890–1952    | II. Karl Johann ze Schönbornu 1890–1952       | II. Karl Johann ze Schönbornu 1890–1952       |                                               |                                               | Mária Gabriella Andrássy de Csik-Szent-Király et Kraszna-Horka 1886–1961 | Mária Gabriella Andrássy de Csik-Szent-Király et Kraszna-Horka 1886–1961 | Mária Gabriella Andrássy de Csik-Szent-Király et Kraszna-Horka 1886–1961 | Mária Gabriella Andrássy de Csik-Szent-Király et Kraszna-Horka 1886–1961 | Mária Gabriella Andrássy de Csik-Szent-Király et Kraszna-Horka 1886–1961 | Mária Gabriella Andrássy de Csik-Szent-Király et Kraszna-Horka 1886–1961 |                                                               |                                                               | Johannes z Liechtensteinu 1873–1959                           | Johannes z Liechtensteinu 1873–1959                           | Johannes z Liechtensteinu 1873–1959  | Johannes z Liechtensteinu 1873–1959  | Johannes z Liechtensteinu 1873–1959      | Johannes z Liechtensteinu 1873–1959      |                                          |                                          | Károly Manó Andrássy de Csik-Szent-Király et Kraszna-Horka 1888–1910 | Károly Manó Andrássy de Csik-Szent-Király et Kraszna-Horka 1888–1910 | Károly Manó Andrássy de Csik-Szent-Király et Kraszna-Horka 1888–1910 | Károly Manó Andrássy de Csik-Szent-Király et Kraszna-Horka 1888–1910 | Károly Manó Andrássy de Csik-Szent-Király et Kraszna-Horka 1888–1910 | Károly Manó Andrássy de Csik-Szent-Király et Kraszna-Horka 1888–1910 |  |  | Mánó Andrássy de Csik-Szent-Király et Kraszna-Horka 1892–1953 | Mánó Andrássy de Csik-Szent-Király et Kraszna-Horka 1892–1953 | Mánó Andrássy de Csik-Szent-Király et Kraszna-Horka 1892–1953 | Mánó Andrássy de Csik-Szent-Király et Kraszna-Horka 1892–1953 | Mánó Andrássy de Csik-Szent-Király et Kraszna-Horka 1892–1953 | Mánó Andrássy de Csik-Szent-Király et Kraszna-Horka 1892–1953 |  |  | Maria Chołoniewska 1892–1975              | Maria Chołoniewska 1892–1975              | Maria Chołoniewska 1892–1975              | Maria Chołoniewska 1892–1975              | Maria Chołoniewska 1892–1975              | Maria Chołoniewska 1892–1975              |  |  |
| x931. Albrecht z Hohenlohe-Waldenburg-Schillingsfürst-Kaunitz 1877–1931 | x931. Albrecht z Hohenlohe-Waldenburg-Schillingsfürst-Kaunitz 1877–1931 | x931. Albrecht z Hohenlohe-Waldenburg-Schillingsfürst-Kaunitz 1877–1931 | x931. Albrecht z Hohenlohe-Waldenburg-Schillingsfürst-Kaunitz 1877–1931 | x931. Albrecht z Hohenlohe-Waldenburg-Schillingsfürst-Kaunitz 1877–1931 | x931. Albrecht z Hohenlohe-Waldenburg-Schillingsfürst-Kaunitz 1877–1931 |                                                    |                                                    | Stephanie Bertha z Rumerskirchu 1867–1940          | Stephanie Bertha z Rumerskirchu 1867–1940          | Stephanie Bertha z Rumerskirchu 1867–1940      | Stephanie Bertha z Rumerskirchu 1867–1940      | Stephanie Bertha z Rumerskirchu 1867–1940                   | Stephanie Bertha z Rumerskirchu 1867–1940                   |                                                             |                                                             | x933. Alexander z Hohenlohe-Waldenburg-Schillingsfürst-Kaunitz 1879–1933 | x933. Alexander z Hohenlohe-Waldenburg-Schillingsfürst-Kaunitz 1879–1933 | x933. Alexander z Hohenlohe-Waldenburg-Schillingsfürst-Kaunitz 1879–1933 | x933. Alexander z Hohenlohe-Waldenburg-Schillingsfürst-Kaunitz 1879–1933 | x933. Alexander z Hohenlohe-Waldenburg-Schillingsfürst-Kaunitz 1879–1933 | x933. Alexander z Hohenlohe-Waldenburg-Schillingsfürst-Kaunitz 1879–1933 |                                     |                                     | Adele Löw, povýšená na hraběnku z Heinbachu 1878–1941/1945 | Adele Löw, povýšená na hraběnku z Heinbachu 1878–1941/1945 | Adele Löw, povýšená na hraběnku z Heinbachu 1878–1941/1945 | Adele Löw, povýšená na hraběnku z Heinbachu 1878–1941/1945 | Adele Löw, povýšená na hraběnku z Heinbachu 1878–1941/1945 | Adele Löw, povýšená na hraběnku z Heinbachu 1878–1941/1945 |                                         |                                         | I. Rudolf Czernin z Chudenic 1881–1928              | I. Rudolf Czernin z Chudenic 1881–1928              | I. Rudolf Czernin z Chudenic 1881–1928              | I. Rudolf Czernin z Chudenic 1881–1928              | I. Rudolf Czernin z Chudenic 1881–1928              | I. Rudolf Czernin z Chudenic 1881–1928              |                                           |                                           | Vera z Hohenlohe-Waldenburg-Schillingsfürst-Kaunitz 1882–1940 | Vera z Hohenlohe-Waldenburg-Schillingsfürst-Kaunitz 1882–1940 | Vera z Hohenlohe-Waldenburg-Schillingsfürst-Kaunitz 1882–1940 | Vera z Hohenlohe-Waldenburg-Schillingsfürst-Kaunitz 1882–1940 | Vera z Hohenlohe-Waldenburg-Schillingsfürst-Kaunitz 1882–1940 | Vera z Hohenlohe-Waldenburg-Schillingsfürst-Kaunitz 1882–1940 |                                       |                                       | II. Karl Johann ze Schönbornu 1890–1952    | II. Karl Johann ze Schönbornu 1890–1952    | II. Karl Johann ze Schönbornu 1890–1952    | II. Karl Johann ze Schönbornu 1890–1952    | II. Karl Johann ze Schönbornu 1890–1952       | II. Karl Johann ze Schönbornu 1890–1952       |                                               |                                               | Mária Gabriella Andrássy de Csik-Szent-Király et Kraszna-Horka 1886–1961 | Mária Gabriella Andrássy de Csik-Szent-Király et Kraszna-Horka 1886–1961 | Mária Gabriella Andrássy de Csik-Szent-Király et Kraszna-Horka 1886–1961 | Mária Gabriella Andrássy de Csik-Szent-Király et Kraszna-Horka 1886–1961 | Mária Gabriella Andrássy de Csik-Szent-Király et Kraszna-Horka 1886–1961 | Mária Gabriella Andrássy de Csik-Szent-Király et Kraszna-Horka 1886–1961 |                                                               |                                                               | Johannes z Liechtensteinu 1873–1959                           | Johannes z Liechtensteinu 1873–1959                           | Johannes z Liechtensteinu 1873–1959  | Johannes z Liechtensteinu 1873–1959  | Johannes z Liechtensteinu 1873–1959      | Johannes z Liechtensteinu 1873–1959      |                                          |                                          | Károly Manó Andrássy de Csik-Szent-Király et Kraszna-Horka 1888–1910 | Károly Manó Andrássy de Csik-Szent-Király et Kraszna-Horka 1888–1910 | Károly Manó Andrássy de Csik-Szent-Király et Kraszna-Horka 1888–1910 | Károly Manó Andrássy de Csik-Szent-Király et Kraszna-Horka 1888–1910 | Károly Manó Andrássy de Csik-Szent-Király et Kraszna-Horka 1888–1910 | Károly Manó Andrássy de Csik-Szent-Király et Kraszna-Horka 1888–1910 |  |  | Mánó Andrássy de Csik-Szent-Király et Kraszna-Horka 1892–1953 | Mánó Andrássy de Csik-Szent-Király et Kraszna-Horka 1892–1953 | Mánó Andrássy de Csik-Szent-Király et Kraszna-Horka 1892–1953 | Mánó Andrássy de Csik-Szent-Király et Kraszna-Horka 1892–1953 | Mánó Andrássy de Csik-Szent-Király et Kraszna-Horka 1892–1953 | Mánó Andrássy de Csik-Szent-Király et Kraszna-Horka 1892–1953 |  |  | Maria Chołoniewska 1892–1975              | Maria Chołoniewska 1892–1975              | Maria Chołoniewska 1892–1975              | Maria Chołoniewska 1892–1975              | Maria Chołoniewska 1892–1975              | Maria Chołoniewska 1892–1975              |  |  |
|                                                                         |                                                                         |                                                                         |                                                                         |                                                                         |                                                                         |                                                    |                                                    |                                                    |                                                    |                                                |                                                |                                                             |                                                             |                                                             |                                                             |                                                                          |                                                                          |                                                                          |                                                                          |                                                                          |                                                                          |                                     |                                     |                                                            |                                                            |                                                            |                                                            |                                                            |                                                            |                                         |                                         |                                                     |                                                     |                                                     |                                                     |                                                     |                                                     |                                           |                                           |                                                               |                                                               |                                                               |                                                               |                                                               |                                                               |                                       |                                       |                                            |                                            |                                            |                                            |                                               |                                               |                                               |                                               |                                                                          |                                                                          |                                                                          |                                                                          |                                                                          |                                                                          |                                                               |                                                               |                                                               |                                                               |                                      |                                      |                                          |                                          |                                          |                                          |                                                                      |                                                                      |                                                                      |                                                                      |                                                                      |                                                                      |  |  |                                                               |                                                               |                                                               |                                                               |                                                               |                                                               |  |  |                                           |                                           |                                           |                                           |                                           |                                           |  |  |
|                                                                         |                                                                         |                                                                         |                                                                         |                                                                         |                                                                         |                                                    |                                                    |                                                    |                                                    |                                                |                                                |                                                             |                                                             |                                                             |                                                             |                                                                          |                                                                          |                                                                          |                                                                          |                                                                          |                                                                          |                                     |                                     |                                                            |                                                            |                                                            |                                                            |                                                            |                                                            |                                         |                                         |                                                     |                                                     |                                                     |                                                     |                                                     |                                                     |                                           |                                           |                                                               |                                                               |                                                               |                                                               |                                                               |                                                               |                                       |                                       |                                            |                                            |                                            |                                            |                                               |                                               |                                               |                                               |                                                                          |                                                                          |                                                                          |                                                                          |                                                                          |                                                                          |                                                               |                                                               |                                                               |                                                               |                                      |                                      |                                          |                                          |                                          |                                          |                                                                      |                                                                      |                                                                      |                                                                      |                                                                      |                                                                      |  |  |                                                               |                                                               |                                                               |                                                               |                                                               |                                                               |  |  |                                           |                                           |                                           |                                           |                                           |                                           |  |  |
|                                                                         |                                                                         |                                                                         |                                                                         |                                                                         |                                                                         |                                                    |                                                    |                                                    |                                                    |                                                |                                                | Alfred z Liechtensteinu 1907–1991                           | Alfred z Liechtensteinu 1907–1991                           | Alfred z Liechtensteinu 1907–1991                           | Alfred z Liechtensteinu 1907–1991                           | Alfred z Liechtensteinu 1907–1991                                        | Alfred z Liechtensteinu 1907–1991                                        |                                                                          |                                                                          | Ludmila z Lobkowicz 1908–1987                                            | Ludmila z Lobkowicz 1908–1987                                            | Ludmila z Lobkowicz 1908–1987       | Ludmila z Lobkowicz 1908–1987       | Ludmila z Lobkowicz 1908–1987                              | Ludmila z Lobkowicz 1908–1987                              |                                                            |                                                            | Karl Emanuel z Liechtensteinu 1908–1987                    | Karl Emanuel z Liechtensteinu 1908–1987                    | Karl Emanuel z Liechtensteinu 1908–1987 | Karl Emanuel z Liechtensteinu 1908–1987 | Karl Emanuel z Liechtensteinu 1908–1987             | Karl Emanuel z Liechtensteinu 1908–1987             |                                                     |                                                     | Johannes Franz z Liechtensteinu 1910–1975           | Johannes Franz z Liechtensteinu 1910–1975           | Johannes Franz z Liechtensteinu 1910–1975 | Johannes Franz z Liechtensteinu 1910–1975 | Johannes Franz z Liechtensteinu 1910–1975                     | Johannes Franz z Liechtensteinu 1910–1975                     |                                                               |                                                               | Karoline z Ledebur-Wichelnu 1912–1996                         | Karoline z Ledebur-Wichelnu 1912–1996                         | Karoline z Ledebur-Wichelnu 1912–1996 | Karoline z Ledebur-Wichelnu 1912–1996 | Karoline z Ledebur-Wichelnu 1912–1996      | Karoline z Ledebur-Wichelnu 1912–1996      |                                            |                                            | I. Maria Elisabeth von Leutzendorff 1921–1944 | I. Maria Elisabeth von Leutzendorff 1921–1944 | I. Maria Elisabeth von Leutzendorff 1921–1944 | I. Maria Elisabeth von Leutzendorff 1921–1944 | I. Maria Elisabeth von Leutzendorff 1921–1944                            | I. Maria Elisabeth von Leutzendorff 1921–1944                            |                                                                          |                                                                          | Constantin z Liechtensteinu 1911–2001                                    | Constantin z Liechtensteinu 1911–2001                                    | Constantin z Liechtensteinu 1911–2001                         | Constantin z Liechtensteinu 1911–2001                         | Constantin z Liechtensteinu 1911–2001                         | Constantin z Liechtensteinu 1911–2001                         |                                      |                                      | II. Helene Esterházyová z Galanty 1921–? | II. Helene Esterházyová z Galanty 1921–? | II. Helene Esterházyová z Galanty 1921–? | II. Helene Esterházyová z Galanty 1921–? | II. Helene Esterházyová z Galanty 1921–?                             | II. Helene Esterházyová z Galanty 1921–?                             |                                                                      |                                                                      |                                                                      |                                                                      |  |  |                                                               |                                                               |                                                               |                                                               |                                                               |                                                               |  |  |                                           |                                           |                                           |                                           |                                           |                                           |  |  |
|                                                                         |                                                                         |                                                                         |                                                                         |                                                                         |                                                                         |                                                    |                                                    |                                                    |                                                    |                                                |                                                | Alfred z Liechtensteinu 1907–1991                           | Alfred z Liechtensteinu 1907–1991                           | Alfred z Liechtensteinu 1907–1991                           | Alfred z Liechtensteinu 1907–1991                           | Alfred z Liechtensteinu 1907–1991                                        | Alfred z Liechtensteinu 1907–1991                                        |                                                                          |                                                                          | Ludmila z Lobkowicz 1908–1987                                            | Ludmila z Lobkowicz 1908–1987                                            | Ludmila z Lobkowicz 1908–1987       | Ludmila z Lobkowicz 1908–1987       | Ludmila z Lobkowicz 1908–1987                              | Ludmila z Lobkowicz 1908–1987                              |                                                            |                                                            | Karl Emanuel z Liechtensteinu 1908–1987                    | Karl Emanuel z Liechtensteinu 1908–1987                    | Karl Emanuel z Liechtensteinu 1908–1987 | Karl Emanuel z Liechtensteinu 1908–1987 | Karl Emanuel z Liechtensteinu 1908–1987             | Karl Emanuel z Liechtensteinu 1908–1987             |                                                     |                                                     | Johannes Franz z Liechtensteinu 1910–1975           | Johannes Franz z Liechtensteinu 1910–1975           | Johannes Franz z Liechtensteinu 1910–1975 | Johannes Franz z Liechtensteinu 1910–1975 | Johannes Franz z Liechtensteinu 1910–1975                     | Johannes Franz z Liechtensteinu 1910–1975                     |                                                               |                                                               | Karoline z Ledebur-Wichelnu 1912–1996                         | Karoline z Ledebur-Wichelnu 1912–1996                         | Karoline z Ledebur-Wichelnu 1912–1996 | Karoline z Ledebur-Wichelnu 1912–1996 | Karoline z Ledebur-Wichelnu 1912–1996      | Karoline z Ledebur-Wichelnu 1912–1996      |                                            |                                            | I. Maria Elisabeth von Leutzendorff 1921–1944 | I. Maria Elisabeth von Leutzendorff 1921–1944 | I. Maria Elisabeth von Leutzendorff 1921–1944 | I. Maria Elisabeth von Leutzendorff 1921–1944 | I. Maria Elisabeth von Leutzendorff 1921–1944                            | I. Maria Elisabeth von Leutzendorff 1921–1944                            |                                                                          |                                                                          | Constantin z Liechtensteinu 1911–2001                                    | Constantin z Liechtensteinu 1911–2001                                    | Constantin z Liechtensteinu 1911–2001                         | Constantin z Liechtensteinu 1911–2001                         | Constantin z Liechtensteinu 1911–2001                         | Constantin z Liechtensteinu 1911–2001                         |                                      |                                      | II. Helene Esterházyová z Galanty 1921–? | II. Helene Esterházyová z Galanty 1921–? | II. Helene Esterházyová z Galanty 1921–? | II. Helene Esterházyová z Galanty 1921–? | II. Helene Esterházyová z Galanty 1921–?                             | II. Helene Esterházyová z Galanty 1921–?                             |                                                                      |                                                                      |                                                                      |                                                                      |  |  |                                                               |                                                               |                                                               |                                                               |                                                               |                                                               |  |  |                                           |                                           |                                           |                                           |                                           |                                           |  |  |

## Galerie

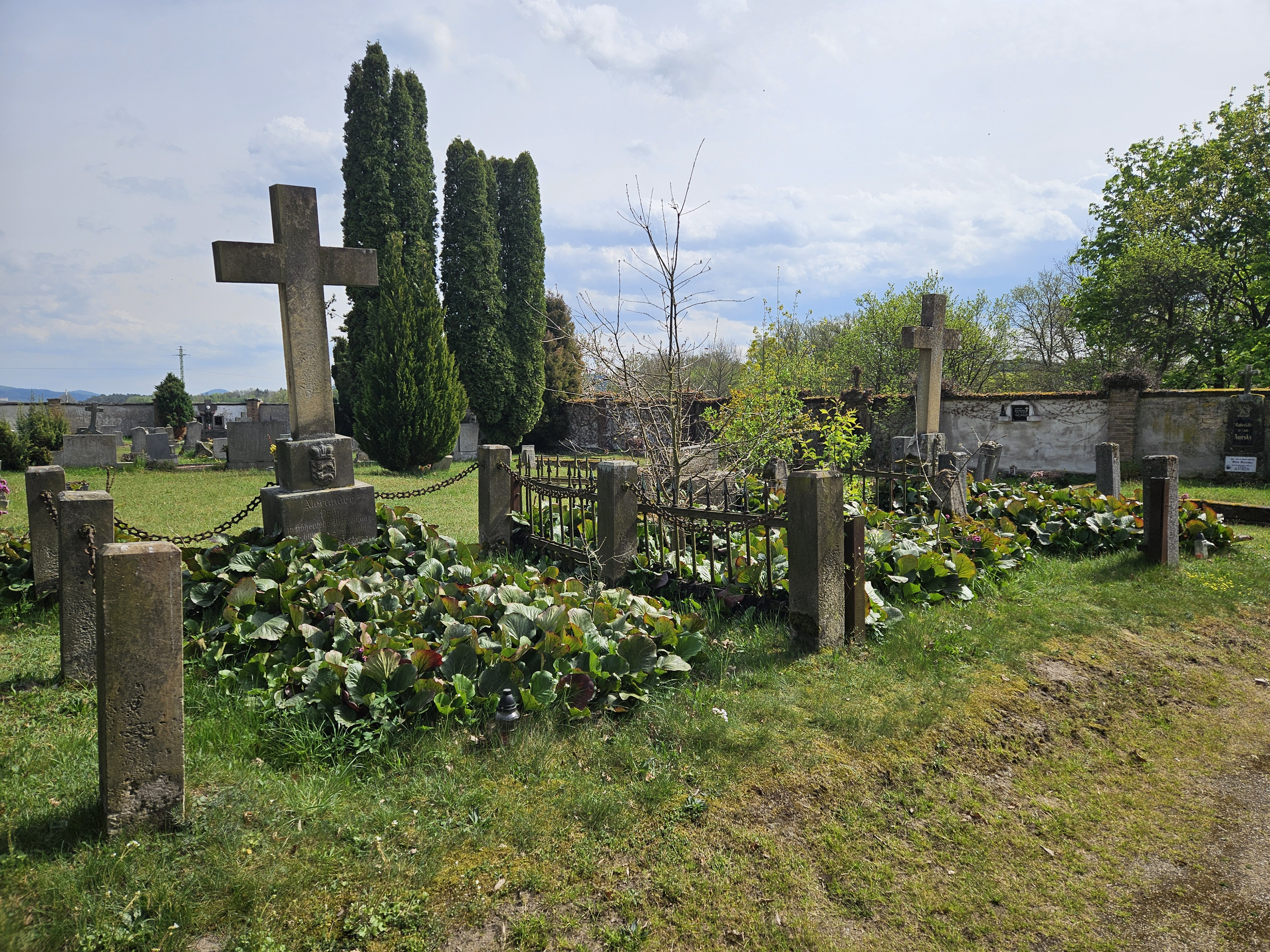
Celkový pohled na hroby rodu Hohenlohe
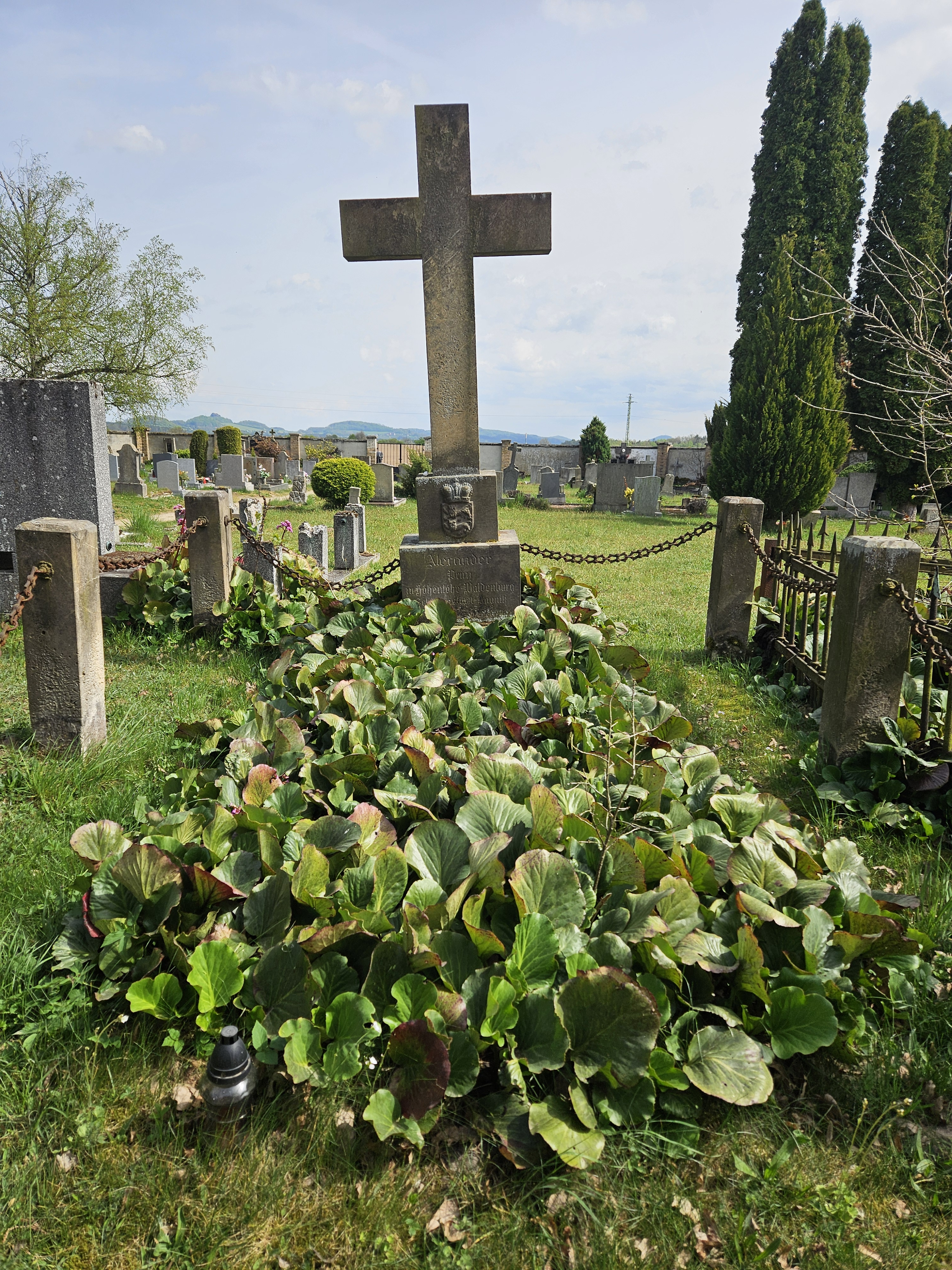
Hrob Alexandra Hohenlohe-Waldenburg-Schillingsfürst-Kaunitze
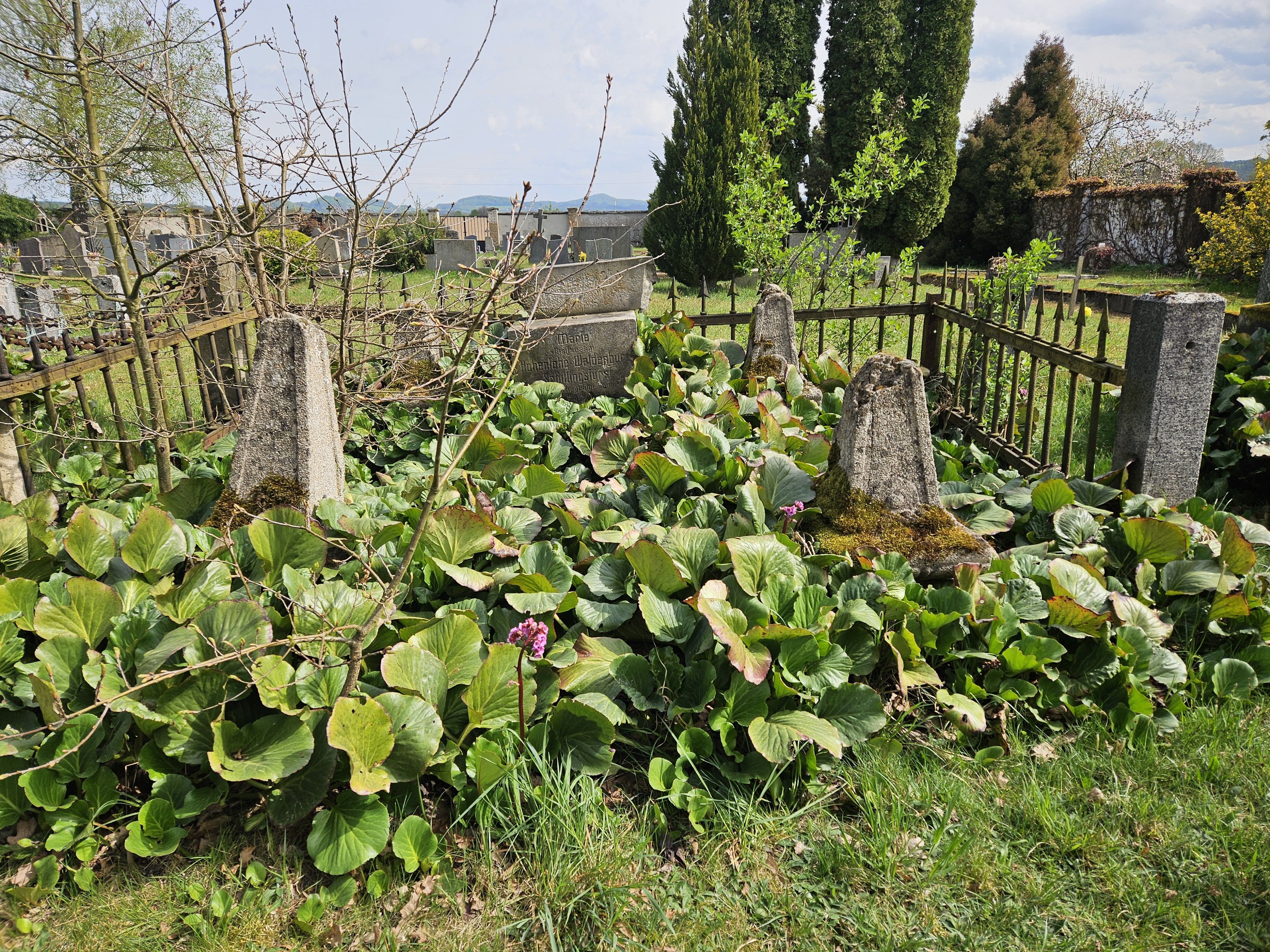
Hrob Marie Hohenlohe-Waldenburg-Schillingsfürst-Kaunitzové
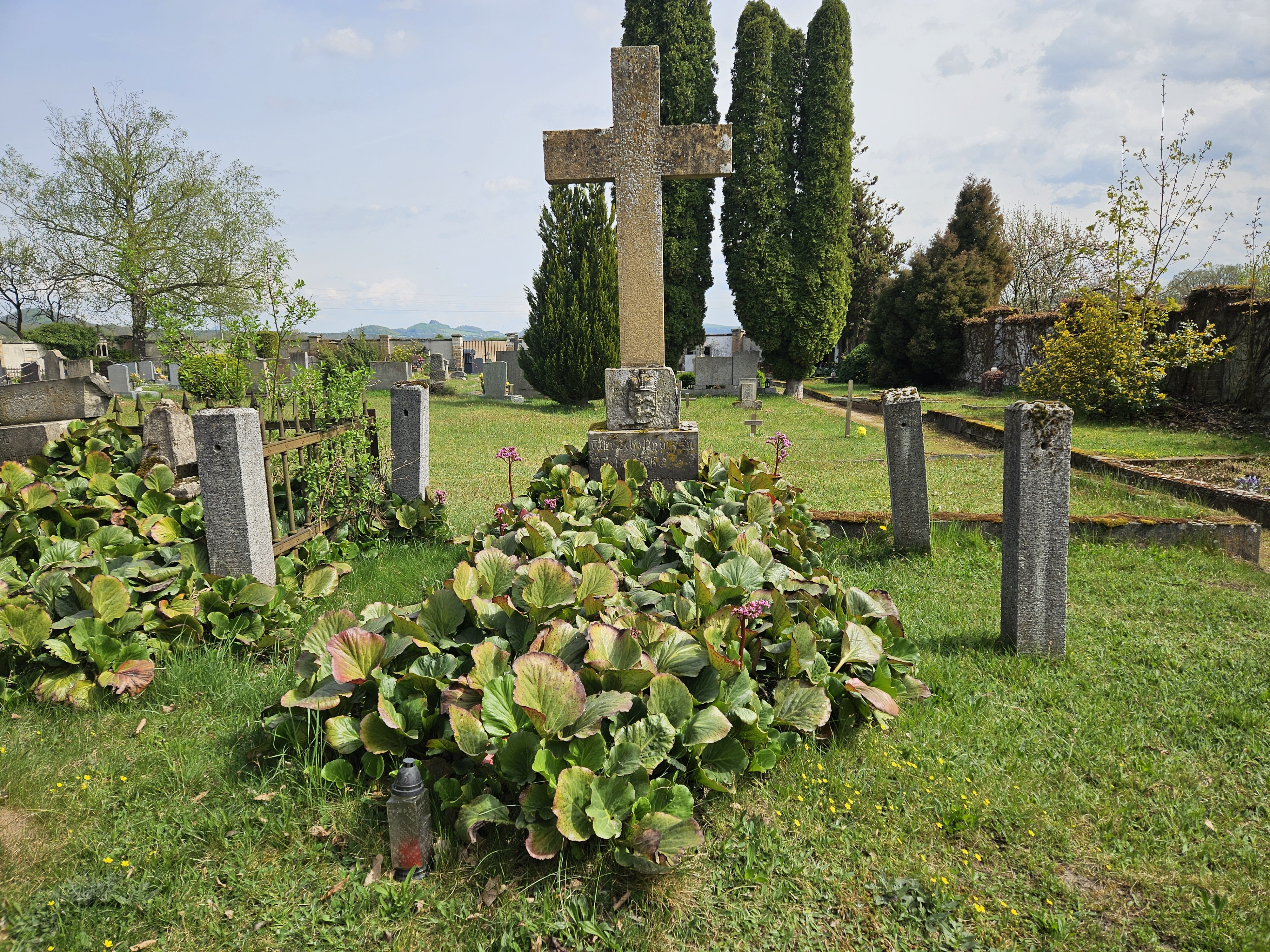
Hrob Albrechta Hohenlohe-Waldenburg-Schillingsfürst-Kaunitze